# Freigné
Freigné est une ancienne commune de l'ouest de la France, située auparavant dans le département de Maine-et-Loire, en région Pays de la Loire et devenue le 1er janvier 2018 une commune déléguée de la commune nouvelle de Vallons-de-l'Erdre en Loire-Atlantique.
Freigné se trouve historiquement en Anjou, tandis que la Loire-Atlantique fait partie historiquement de la Bretagne. Sous l'Ancien régime, Freigné avait cependant une situation ambiguë vis-à-vis des deux provinces, car elle dépendait du diocèse de Nantes et non de celui d'Angers. Un dicton disait d'ailleurs que la paroisse était « du Dieu de Bretagne et du diable d'Anjou ».
L'histoire de Freigné remonte à la Préhistoire et la commune possède un ensemble de menhirs. Le village n'est cependant pas apparu avant le Moyen Âge et la mise en place de la féodalité. Jusqu'à la Révolution française, la vie locale est soumise à l'autorité des seigneurs de Bourmont et à celles des trois prieurés qui existent sur le sol freignéen. La commune s'est illustrée localement pendant la Révolution pour avoir été un important bastion royaliste. Le comte de Bourmont de l'époque, fervent royaliste, fut d'ailleurs une grande figure de la Restauration après la chute de Napoléon.
Freigné était une commune rurale, comprenant un village ainsi que de nombreux hameaux, répartis sur une surface communale de plus de 65 km². Au dernier recensement de 2015, la commune comptait 1 131 habitants. L'économie locale est essentiellement liée à l'agriculture, notamment l'élevage bovin pour la production de viande et de lait, et la culture de pommiers. En 2007, Freigné fut la première commune de Maine-et-Loire a posséder un parc éolien.

## Géographie

### Localisation
L'ancienne commune est située dans l'est du département de la Loire-Atlantique, près du département de Maine-et-Loire dont elle a fait partie jusqu'au 1er janvier 2018. Ces deux départements sont inclus dans la même région des Pays de la Loire, mais ils font partie de provinces historiques différentes puisque le Maine-et-Loire constituait l'Anjou et la Loire-Atlantique se trouvait en Bretagne. Jusqu'à l'union de la Bretagne à la France en 1532, Freigné a d'ailleurs été située à la frontière entre les territoires situés dans le domaine royal et ceux situés en dehors. Freigné se trouve historiquement dans le Haut-Anjou, un pays vallonné au nord de la Loire, qui comprend des villes comme Segré, Pouancé, ou Château-Gontier en Mayenne angevine.
Freigné est située à une vingtaine de kilomètres d'Ancenis, Segré et des bords de la Loire, à une quarantaine de kilomètres de Châteaubriant et d'Angers, ainsi qu'à une soixantaine de kilomètres de Nantes.
Freigné se trouve dans une région de bocage, à l'extrémité orientale de l'ensemble paysager armoricain, traditionnellement orientée vers la polyculture et l'élevage combinés, bien que les exploitations agricoles tendent à se spécialiser dans la culture ou l'élevage.
Avant les défrichements du Moyen Âge, le territoire était partagé entre les pelouses sèches et la lande, qui couvrait les hauteurs incultes, et la forêt, composée de chênes pédonculés et sessiles, qui encerclait les cours d'eau et les prairies humides. Les arbres restent très présents dans le paysage et les petits bois situés dans les vallées, les haies et les parcs à l'anglaise qui entourent les nombreux châteaux de la région forment des corridors écologiques tout en offrant une continuité boisée qui ferme l'horizon. Le paysage du Haut-Anjou a néanmoins été profondément modifié à la fin du XXe siècle, avec des remembrements qui ont fait disparaître une partie du bocage en laissant de champs plus vastes, ainsi qu'avec la plantation de nouvelles forêts sur les plus mauvaises terres, notamment des pins Douglas, des peupliers et des chênes.

### Communes limitrophes
Freigné est entourée des communes de Candé au nord-est, Val d'Erdre-Auxence (ancienne commune de La Cornuaille) à l'est, Loireauxence (ancienne commune de Belligné) au sud-est, Le Pin au nord et les communes déléguées de Vallons-de-l'Erdre : Vritz au nord, Saint-Sulpice-des-Landes, Saint-Mars-la-Jaille et Maumusson à l'ouest et au sud.

### Géologie et relief
- Sables et cailloutis du Pliocène
- Alluvions fluviatiles modernes (sables, limons, argiles) et dépôts en fond de vallée

- Schistes de Trélazé et de Saint-Julien de Vouvantes (Llanvirn-Wenlock)
- Grès et conglomérats  de l'Ordovicien
- Ampélites du Silurien

- Schistes et argiles schisteuses (Ashgillien-Dévonien inférieur)
- Grès et intercalations (Ashgillien-Dévonien inférieur)
- Résidus du Pliocène

Carte du sous-sol de Freigné. Formations visibles sur le territoire communal :
Sables et cailloutis du Pliocène
Alluvions fluviatiles modernes (sables, limons, argiles) et dépôts en fond de vallée
Anticlinal de Lanvaux :
Schistes de Trélazé et de Saint-Julien de Vouvantes (Llanvirn-Wenlock)
Grès et conglomérats de l'Ordovicien
Ampélites du Silurien
Unité Redon-Nozay :
Schistes et argiles schisteuses (Ashgillien-Dévonien inférieur)
Grès et intercalations (Ashgillien-Dévonien inférieur)
Résidus du Pliocène
.

La région de Freigné se trouve sur le Massif armoricain, qui est composé de plusieurs unités géologiques parallèles, qui s'étendent sur des axes nord-ouest/sud-est. La commune est située à cheval sur deux de ces unités : l'anticlinal de Lanvaux, au nord, qui s'étend d'Angers au Finistère, et l'unité Redon-Nozay, au sud. Les deux ensembles sont séparés par la faille dite « de Freigné », que l'Erdre traverse en aval du bourg.
L'anticlinal est formé de terrains sédimentaires qui datent du Protérozoïque supérieur à l'Ordovicien ainsi que d'une lame gneissique de l'Ordovicien. Les roches les plus caractéristiques sont des schistes, des grès-quartzites et des siltites. Une série de poches d'ampélites borde l'ensemble au sud. L'unité Redon-Nozay est formée d'un complexe volcano-sédimentaire daté de l'Ordovicien supérieur au Dévonien inférieur ainsi que de sédiments détritiques. Le territoire de Freigné qui se trouve sur cette unité est principalement formé de grès, de schiste et d'argiles schisteuses,,.

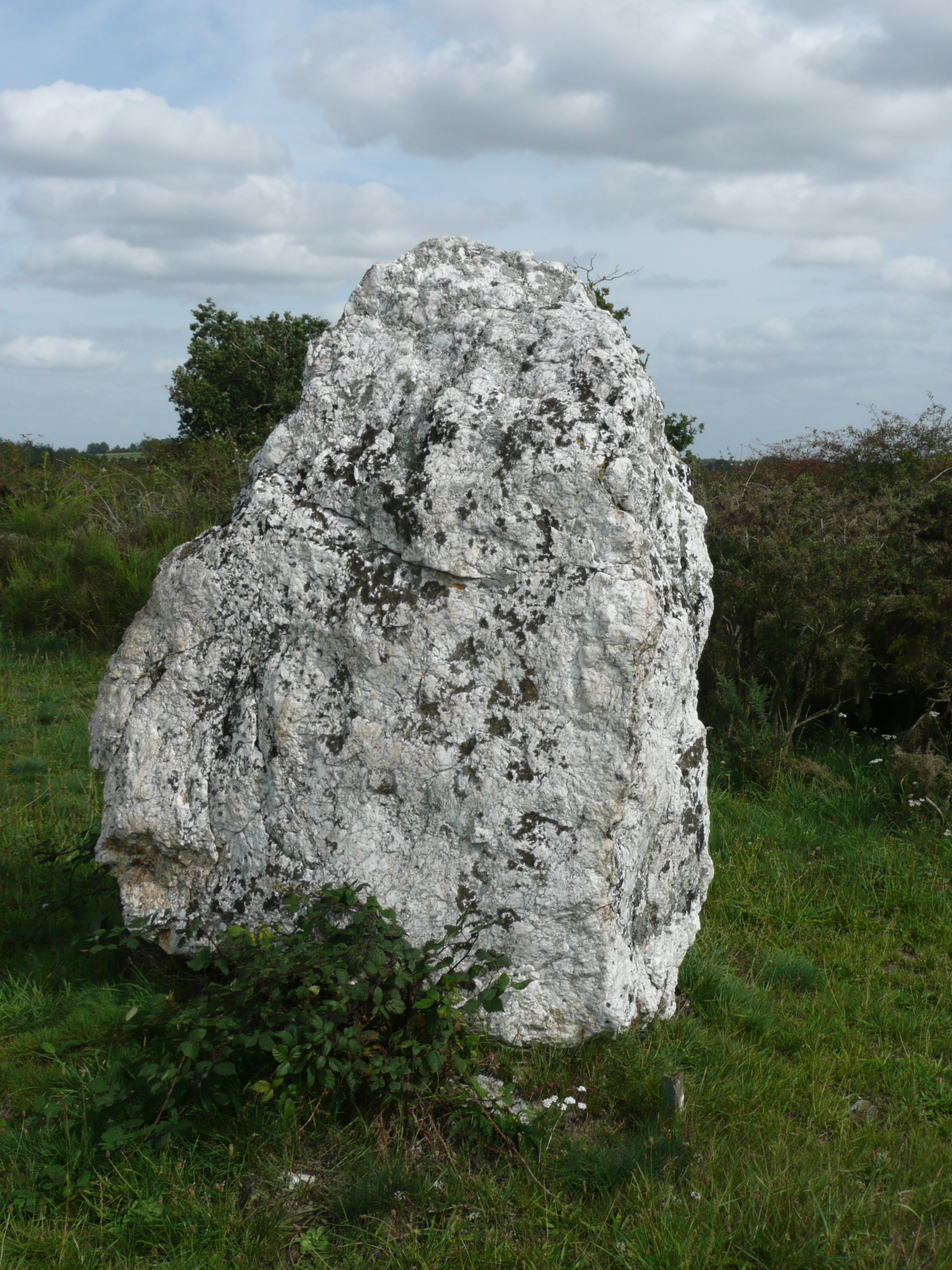
L'un des menhirs de Bennefraye, en quartz blanc.

Les vallées dans lesquelles coulent les rivières et ruisseaux sont recouvertes de sables et de cailloutis du Pliocène. La partie inondable des vallées est recouverte d'alluvions modernes, incluant du sable, du limon et de l'argile.
Le paysage de la commune est marqué par les ondulations est-ouest du massif armoricain. Ces ondulations se présentent sous la forme de lignes de collines séparées par des petites vallées. Ces collines ont une altitude faible, qui ne dépasse pas 86 mètres, mais les dénivelés peuvent être importants entre les sommets et les fonds de vallées, la vallée de l'Erdre ayant un encaissement moyen de 30 mètres autour de Bennefraye.
Le point le plus bas de la commune correspond au cours de l'Erdre lorsqu'elle quitte le territoire de Freigné, à une altitude de 27 mètres. L'anticlinal de Lanvaux est bien visible autour de Rochementru, où l'altitude peut atteindre 67 mètres, ainsi qu'au bois du Breil, avec 76 mètres. Le bourg se trouve à une quarantaine de mètres, sur le versant sud de l'Erdre. L'ancienne gare et Bourmont se situent à une altitude similaire. Dans la moitié sud de la commune, les sommets, qui appartiennent à l'unité Redon-Nozay, se trouvent par exemple sur la colline de l'ancien moulin de Chenelière, avec 74 mètres, au bois de Crottier, avec 75 mètres, au bois de Triage, avec 84 mètres, ou au bois d'Andigné, avec 81 mètres.

### Hydrographie
Freigné est traversée d'est en ouest par l'Erdre, qui borde le bourg par le nord. L'Erdre est l'un des derniers affluents de la Loire, qu'elle rejoint à Nantes. À Freigné, elle n'est qu'à une vingtaine de kilomètres de sa source, située à La Pouëze. La commune est donc sur le cours supérieur de l'Erdre, et la rivière y a une taille modeste, bien qu'elle ait été significativement augmentée par les apports du Moiron et du Mandit à Candé. Sa vallée est d'abord étroite et encaissée, par exemple autour de Bennefraye. Elle s'ouvre ensuite à partir du bourg, car le sous-sol, composé de sables du Pliocène, devient moins dur. Le lit de la rivière double alors de largeur. À hauteur du bourg, l'Erdre est retenue et forme un étang. Beaucoup d'autres plans d'eau similaires ont été aménagés sur la rivière au cours des dernières décennies du XXe siècle.
L'endroit où l'Erdre traverse la faille entre l'anticlinal de Lanvaux et l'unité de Redon-Nozay est clairement visible puisqu'à cet endroit la rivière forme un coude. C'est aussi à cet endroit qu'elle reçoit les eaux du Carbouchet, un petit ruisseau dont le cours semble suivre le tracé de la faille. Le Carbouchet, qui marque la limite entre les communes de Freigné et Saint-Mars-la-Jaille, est le seul ruisseau coulant d'ouest en est, avec le ruisseau de la Bourgeonnaie. Les autres petits affluents de l'Erdre visibles à Freigné coulent tous d'est en ouest, dans le même sens que l'Erdre. Il s'agit du ruisseau de Venoux, qui passe à Bourmont, et du Croissel, qui reçoit les eaux du ruisseau de la Biettière. Tous ces cours d'eau ont leur source sur le territoire communal, à l'exception du Carbouchet, qui naît sur la limite entre Saint-Mars-la-Jaille et Saint-Sulpice-des-Landes, ainsi que le Croissel, qui naît à La Cornuaille.

### Climat
Freigné possède un climat océanique doux et tempéré proche de celui de la Bretagne et de la Loire maritime. Il s'en distingue toutefois par une relative sécheresse, observable dans l'ensemble de l'Anjou, notamment pendant les mois d'été. Pendant le reste de l'année, les précipitations sont fréquentes mais généralement modérées. D'une manière générale, les étés du Haut-Anjou sont assez chauds et les hivers doux, la neige est rare et les pluies sont plus importantes que dans la moitié est du département, plus éloignée de l'océan Atlantique. Il pleut environ 140 à 150 jours tous les ans sur le Haut-Anjou et la région d'Angers et de 110 à 130 jours sur l'Est du département.
Relevé climatique d'Angers :
| Mois                              | jan.  | fév. | mars  | avril | mai  | juin | jui. | août | sep. | oct. | nov. | déc.  | année |
| --------------------------------- | ----- | ---- | ----- | ----- | ---- | ---- | ---- | ---- | ---- | ---- | ---- | ----- | ----- |
| Température minimale moyenne (°C) | 2,1   | 2,2  | 3,9   | 5,6   | 8,9  | 11,8 | 13,6 | 13,4 | 11,3 | 8,4  | 4,6  | 2,8   | 7,4   |
| Température moyenne (°C)          | 5     | 5,7  | 8,2   | 10,4  | 13,9 | 16,2 | 19,2 | 19,1 | 16,5 | 12,7 | 8    | 5,6   | 11,8  |
| Température maximale moyenne (°C) | 7,9   | 9,2  | 12,6  | 15,3  | 19   | 22,6 | 24,9 | 24,7 | 21,8 | 17   | 11,4 | 8,4   | 16,2  |
| Record de froid (°C)              | −15,4 | −18  | −10,6 | −3,4  | −1,6 | 2,2  | 4,5  | 5,1  | 2,5  | −3,2 | −8   | −13,4 | −18   |
| Record de chaleur (°C)            | 17,1  | 21,2 | 24,8  | 29,7  | 32,8 | 37,5 | 39,8 | 38,4 | 34,5 | 29,8 | 21,6 | 19    | 39,8  |
| Ensoleillement (h)                | 70    | 92   | 141   | 179   | 201  | 234  | 248  | 237  | 191  | 129  | 89   | 65    | 1 877 |
| Précipitations (mm)               | 62,1  | 50,8 | 51,7  | 44,6  | 54,4 | 41,2 | 43,8 | 44,9 | 52,2 | 59,6 | 64,5 | 63,4  | 633,4 |

### Réseau de communication et transports

#### Réseau routier
Le principal axe de communication traversant la commune est la route départementale 923, ancienne nationale 23 bis, qui relie Pré-en-Pail, au nord de la Mayenne, à Ancenis. Cette route passe au sud du bourg, sans le traverser. Elle ne traverse d'ailleurs aucun autre village avant d'atteindre Ancenis. Dans l'autre direction, elle permet toutefois de rejoindre Candé et Segré. Cette route est doublée par la D 19, de moindre importance, qui passe par le bourg et le relie à Saint-Mars-la-Jaille dans un sens et à Candé dans l'autre. D'autres routes mineures, disposées en étoile autour du bourg, permettent de rejoindre Vritz, Le Pin ou encore Maumusson.

#### Transport en commun
Freigné a longtemps possédé une gare, qui se trouvait sur la ligne de Segré à Nantes-État, ouverte en 1884-1885. La portion Candé-Segré a été déclassée en 1973, celle entre Candé et Freigné en 1992 et celle entre Freigné et Nantes en 1993,.
Le train a été remplacé par des lignes d'autocars du réseau départemental Anjoubus a ainsi maintenu une ligne entre Freigné et Segré jusqu'en 2010. Depuis, plus aucune ligne de car ne dessert Freigné. Une ligne du réseau d'autocars TER Pays de la Loire, la ligne 28, qui va de Nantes à Laval, traverse la commune mais ne s'y arrête pas.

## Urbanisme

### Urbanisation
Freigné est une commune rurale, d'une superficie de 65,26 km2, un chiffre au-dessus de la moyenne des communes de France métropolitaine (10,73 km2).
Le village de Freigné, qui se trouve approximativement au centre du territoire, est le principal établissement humain. Il s'agit d'un village en étoile, situé au carrefour de six routes. La place de l'église est le point central de ce carrefour. Les maisons les plus anciennes donnent directement sur la rue, les jardins sont en général disposés à l'arrière, plus rarement latéralement à la maison. Le parcellaire n'est pas profond, les parcelles s'étalent uniquement le long des axes en étoile, sauf à l'ouest de l'église, où un ilôt est visible. Le village est ancien, puisqu'il est mentionné pour la première fois au XIe siècle. Néanmoins, la plupart des constructions ne sont pas antérieures au XVIIIe siècle. Au cours de la seconde moitié du XXe siècle, le village a été significativement étendu vers l'est, lorsqu'un lotissement a été construit.
Le reste de la commune est faiblement urbanisé, et présente un habitat éparpillé. Il existe un grand nombre de hameaux, rassemblant une ou plusieurs fermes. Ces fermes ne sont pas non plus antérieures au XVIIIe siècle.

### Logement
Freigné comptait 504 logements en 2009. Ce chiffre a légèrement augmenté en dix ans, puisque la commune a gagné 78 logements de plus depuis 1999. Cette évolution accompagne la hausse démographique, la commune ayant gagné 153 habitants dans l'intervalle. Le nombre de logements est resté stable et a même légèrement baissé entre 1968 et 1999, passant de 431 à 426, tandis que la commune perdait 430 habitants sur la même période. En 2009, 87,7 % des logements freignéens étaient des résidences principales et 7,8 % étaient vacants. La proportion de logements secondaires, 4,6 % en 1968, a augmenté au cours des années 1980, atteignant 10,1 % en 1990, avant de rebaisser à 4,5 % en 2009.
L'habitat collectif est largement minoritaire puisque les appartements ne représentaient que 4,7 % des logements en 2009. Ils étaient inexistants en 1999. Les appartements font en moyenne 2,8 pièces, et les maisons, 4,8 pièces. Les logements freignéens sont généralement assez vastes, puisqu'en 2009, 53,2 % des résidences principales de la commune comptaient au moins cinq pièces, et 26,4 % comptaient au moins 4 pièces. Sur l'ensemble des résidences principales, il y a une moyenne de 1,8 pièce par habitant.
En 2009, 52,1 % des Freignéens occupaient le même logement depuis au moins 10 ans. 72,5 % des habitants étaient propriétaires de leur logement, et 26,2 % étaient locataires. Sur le nombre de locataires, 5,3 % louaient un logement HLM.
|                                                  | 1968 | 1975 | 1982 | 1990 | 1999 | 2009 |
| ------------------------------------------------ | ---- | ---- | ---- | ---- | ---- | ---- |
| Ensemble                                         | 431  | 420  | 438  | 424  | 426  | 504  |
| Résidences principales                           | 383  | 364  | 360  | 332  | 362  | 442  |
| Résidences secondaires et logements occasionnels | 20   | 14   | 38   | 43   | 34   | 23   |
| Logements vacants                                | 28   | 42   | 40   | 49   | 30   | 39   |

## Toponymie
Freigné est mentionnée pour la première fois vers 1050, dans la charte de Carbay. Elle est alors appelée « Frugniacus », en latin. Elle apparaît sous la forme « Frugiacum » en 1123. La première mention en français, « Fruigné » date de 1383. Elle est ensuite orthographiée « Frigné » dans des documents de 1412, 1498 et 1660.
L'origine du nom de la commune est incertaine. Une hypothèse fait dériver ce nom du latin fraxinus, qui signifie « frêne ». Néanmoins, le rapport entre le premier nom connu, « Frugniacus », et fraxinus est incertain, et il semble plus probable que la commune doive son nom à un certain Frennius, qui aurait été propriétaire du domaine à l'époque gallo-romaine. Dans ce cas, « Frugniacus » puis « Freigné » viendraient de Frennius auquel le suffixe d'appartenance -acum aurait été ajouté.
Ce suffixe, qui est très courant dans l'étymologie des toponymes en France, a généralement donné une terminaison en -é dans le nord-ouest du pays. Environ un cinquième des communes de Maine-et-Loire possède un nom finissant en -é, et le plus souvent il s'agit d'une transformation du suffixe d'appartenance -acum ou -acus (par exemple Andigné : propriété d'Andinius : Andigniacus ; Armaillé : propriété d'Armalius : Armaleiacus ; Chemillé : propriété de Camillus : Camilliacus ; etc.). Frignicourt, dans la Marne, aurait la même étymologie que Freigné, le suffixe -acum ayant alors donné -court.
En gallo et en angevin local, Freigné se dit [frɛ̃.ɲə], et s'écrit Fringnë selon la graphie MOGA.

## Histoire

### Préhistoire et Antiquité
Le site est occupé durant la Préhistoire, la trace la plus visible est l'ensemble mégalithique de Bennefraye, qui comporte six menhirs. Neuf haches en pierre polie ont aussi été retrouvées sur le territoire communal.
Les environs de Vauzelles ont été occupés à l'époque gallo-romaine. Un important trésor de monnaies du IIIe siècle y a été découvert en 1869, ainsi qu'une statuette de Vénus et les vestiges d'une briqueterie.

### Moyen-Âge

#### Naissance du village (XIe-XIIe)

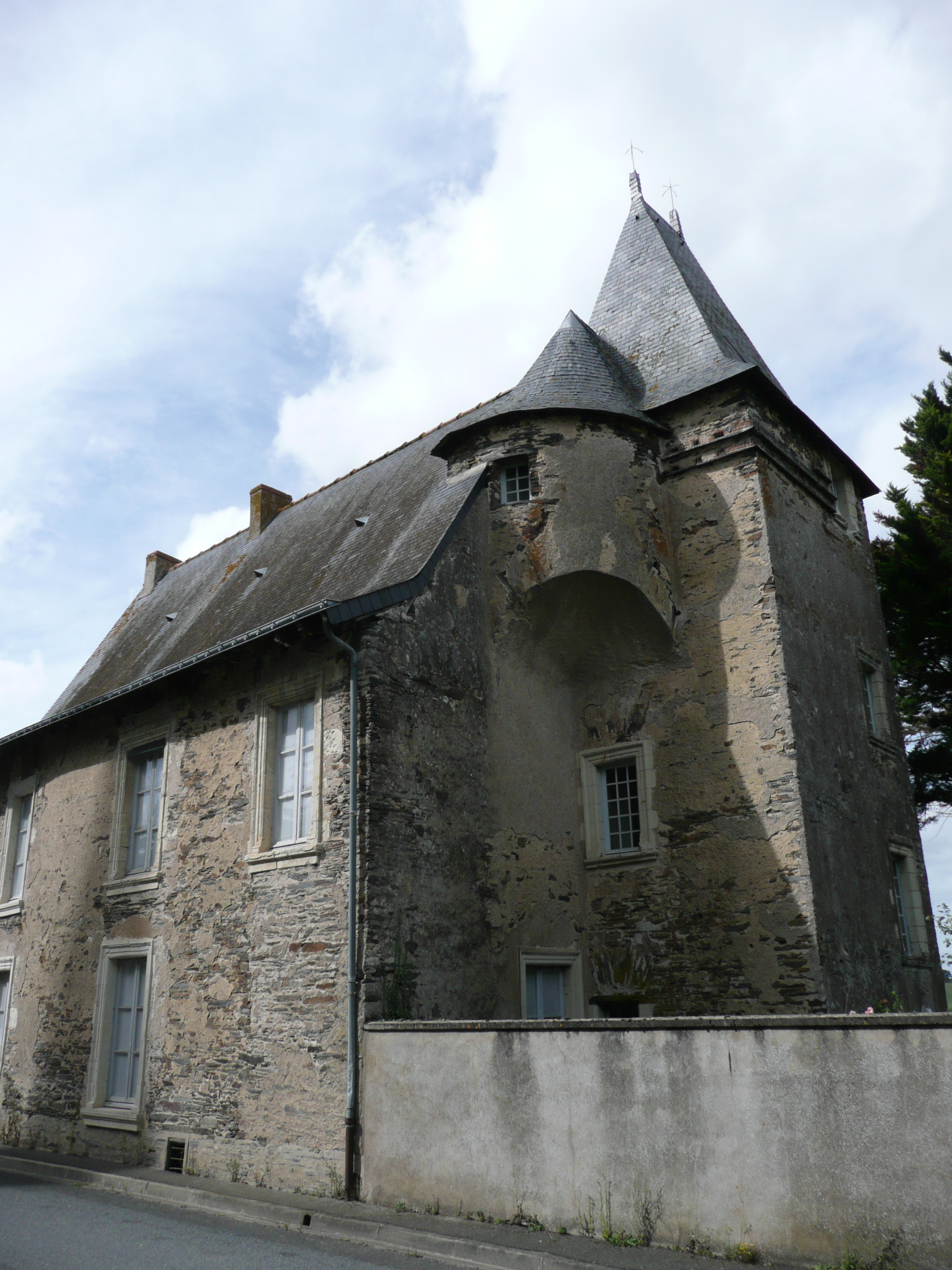
Le manoir de Ghaisne, probablement construit à l'emplacement du manoir féodal primitif.

Les origines du village de Freigné sont inconnues. Il est mentionné pour la première fois en 1050, soit pendant l'affirmation de la féodalité et des comtés de Nantes et d'Angers. Freigné aurait d'abord été située dans le comté de Nantes, avant d'être incorporée à l'Anjou à une date indéterminée. Elle reste toutefois dans le diocèse de Nantes jusqu'en 1801. La paroisse voisine de La Cornuaille semble avoir fait partie du comté d'Anjou dès sa création, mais elle a vraisemblablement aussi fait partie du diocèse de Nantes au cours des XIe et XIIe siècles, au moins dans sa moitié ouest. La situation de Freigné dans le diocèse de Nantes faisait dire aux habitants que le village était « du Dieu de Bretagne et du diable d'Anjou », dicton également connu à Saint-Laurent-des-Autels, paroisse angevine dans la même situation.
L'église paroissiale est le plus vieil établissement religieux de la commune. Sa titulature, « Saint-Pierre », suggère une fondation ancienne, au moins antérieure à la fondation de la ville de Candé au cours du XIe siècle. L'église de La Cornuaille possède par ailleurs la même titulature.
D'autres établissements religieux sont créés au cours du Moyen Âge, comme le prieuré Saint-Pierre-et-Saint-Paul, qui dépendait de l'abbaye bretonne de Saint-Gildas-des-Bois et qui était accolé à la cure, celui de Beaulieu et celui de Saint-Germain. Ces trois prieurés bénédictins ont été fondés à des dates inconnues,,.
Au XIe siècle, alors que le système féodal se met en place, de nombreuses petites familles nobles apparaissent dans la région. Elles reçoivent le plus souvent des terres des comtes de Nantes et d'Angers, qui délèguent ainsi une partie de leur pouvoir au niveau local. Une famille seigneuriale de Freigné apparaît dans des documents entre 1050 et 1192. Les premiers seigneurs connus sont Haton de Freigné, cité dans la charte de Carbay en 1050, son fils Grafions, et Jean de Freigné, qui apparaît dans un document de la fin du XIIe siècle. Le manoir féodal primitif était probablement situé à l'emplacement du manoir de Ghaisne, situé au nord de l'église. L'édifice actuel est une reconstruction du XVIe siècle.

#### Fin du Moyen-Âge

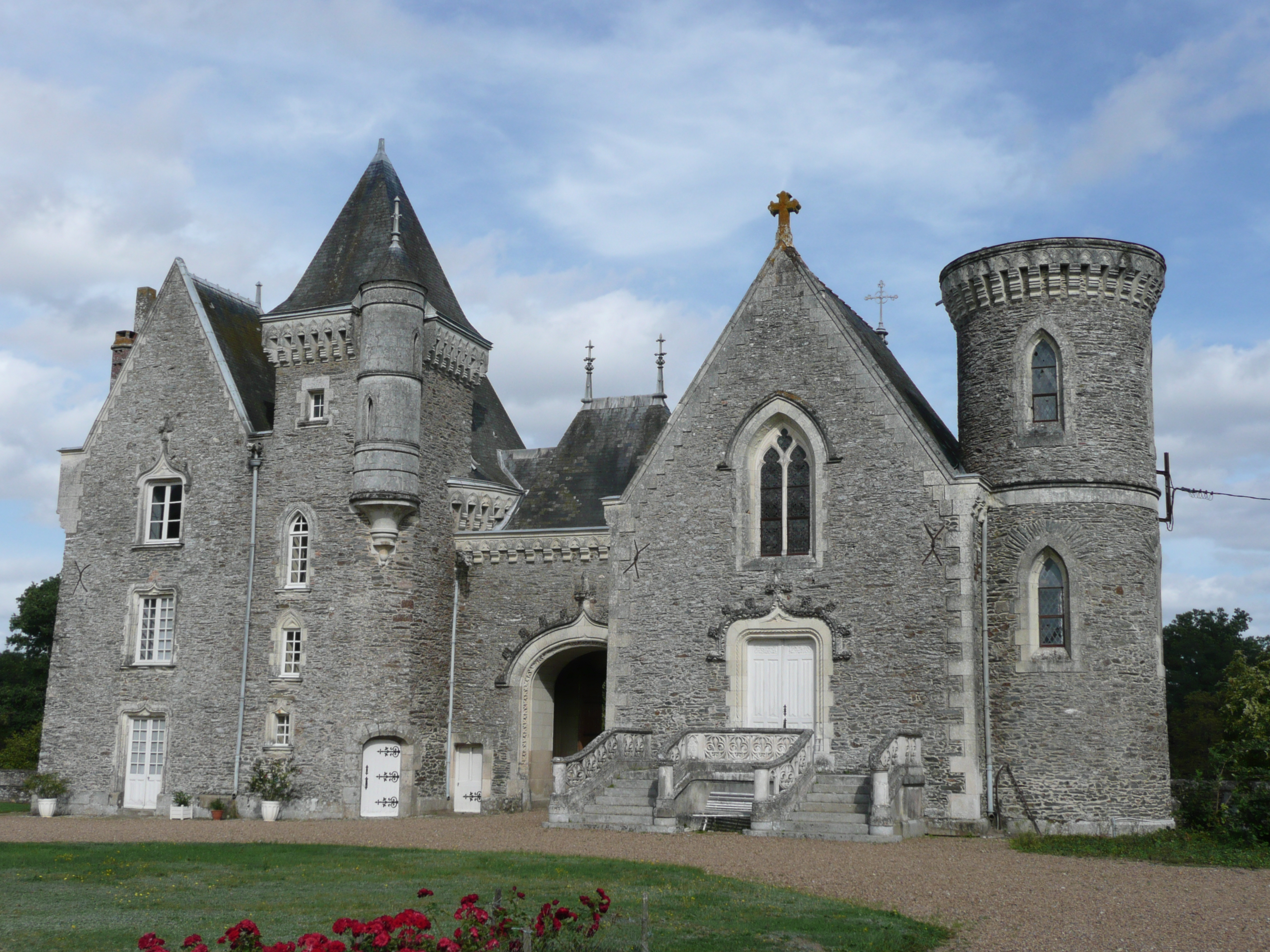
Le château de Bourmont.

Le pouvoir seigneurial s'est déplacé à Bourmont avant le XVe siècle. La famille primitive de Freigné fut remplacée par celle de Bourmont, dont le premier représentant connu est Pierre de Cuillé, qui a vécu au XIVe siècle. Il est cité dans des preuves qui montrent que la seigneurie de Bourmont a été créée par l'assemblage de plusieurs terres, détachées de seigneuries plus anciennes, et souvent possédées par des roturiers. La terre de Bourmont en elle-même dépendait initialement de la seigneurie de Neuville. Pierre de Cuillé, qui avait épousé Jeanne de Rougé, est mort sans descendance. Sa femme et héritière se remaria avec Geoffroi de La Tour Landry, important seigneur angevin. Ce second mariage eut lieu entre 1345 et 1350. Le château de Bourmont fut construit à partir du XVe siècle, c'était alors un important appareil défensif. En 1494, la famille de Maillé hérite de Bourmont à la suite de l'extinction de la famille de La Tour-Landry. Elle obtient le droit de porter ce nom.
Le château de La Saulaie, qui se trouve sur le territoire de Candé depuis 1955, faisait auparavant partie de Freigné. Il est mentionné à partir du XIVe siècle. C'était à l'origine un château fort, tout comme Bourmont. Il a d'abord appartenu à la famille de la Saulaie, éteinte au XVe siècle, puis à celle de L'Esperonnière. Freigné comptait une troisième seigneurie sous l'Ancien régime : le Bas-Breil, dont relevait d'ailleurs la Saulaie. Le Bas-Breil relevait lui-même de Bourmont. Le domaine, mentionné à partir du XIVe siècle, est tenu par la famille du Breil, d'origine bretonne, jusqu'au XVIe siècle, puis il est racheté par les L'Esperonnière.
Le village de Beaulieu, qui a été rattaché à Candé au XIXe siècle, profitait de sa situation à proximité de cette petite ville, qui était entourée de remparts et débordait sur les paroisses mitoyennes. Il possédait l'un des trois prieurés de Freigné, les autres étant celui du bourg et de Saint-Germain. Le prieuré de Beaulieu a reçu une nouvelle chapelle en 1390, sous l'ordre de Geoffroi de La Tour Landry, seigneur de Bourmont.

### Époque moderne
Au XVIe siècle, le duché de Bretagne est définitivement rattaché au royaume de France et Freigné cesse d'être sur une frontière. L'histoire locale fut marquée par les Guerres de religion puisque le château de La Saulaie a été assiégé par les troupes royales en 1591, victorieuses. La place était tenue par un seigneur appartenant à la Ligue catholique, opposée à Henri IV. Ce seigneur se rallie finalement au roi avant de mourir en 1597.
Le prieuré de Beaulieu est abandonné au XVIe siècle bien que sa chapelle perdure jusqu'en 1838. Elle fut alors rasée pour faire place au château qui abrite aujourd'hui la mairie de Candé. Le village de Freigné possède des écoles depuis le XVIe siècle au moins, l'une est alors destinée aux garçons, l'autre aux filles.
Après les Guerres de religion, la région connaît une période de troubles. Après l'assassinat d'Henri IV en 1610, son fils Louis XIII est mineur et la régence est assurée par sa mère Marie de Médicis. La reine est en position de faiblesse par rapport à la noblesse qui souhaite obtenir plus de pouvoir et elle tente de sécuriser le pays en positionnant des garnisons dans les villes. Des troupes stationnent à Candé, et Freigné est continuellement traversée par des colonnes de soldats. Ceux-ci effraient la population et pillent les ressources. Ainsi, en 1616, l'armée du duc César de Vendôme s'en prend à une métairie près de Bourmont et les habitants apeurés mettent leur bétail en sécurité au château.
En 1637, la région est décimée par la peste et Freigné fait partie des paroisses atteintes par l'épidémie. En 1697, Marie-Hélène de Maillé de La Tour-Landry, héritière de Freigné et Bourmont, épouse le comte Marie-Henri de Ghaisne. La famille de Ghaisne, qui avait obtenu ce titre de comte en 1691, devient donc propriétaire de Bourmont. De nos jours, elle possède toujours le château de Bourmont.
À la fin du XVIIIe siècle, peu avant la Révolution, le curé de la paroisse note une épidémie de dysenterie en 1781, puis une disette en 1785. En 1787, il décrit l'atmosphère du village, où selon lui « le temporel est favorable », mais où « la liberté de mœurs et l'irréligion deviennent si considérables », cela « jusque parmi nos hommes et femmes de campagne ». À l'époque, Freigné compte un médecin. Les terres de la paroisse se répartissent entre champs de seigle, d'avoine et de blé noir, et vergers de pommiers, mais les terres incultes occupent la moitié du total (landes, étangs et bois). La population vit de charrois de bois et de la vente de produits au marché de Candé.

### Révolution

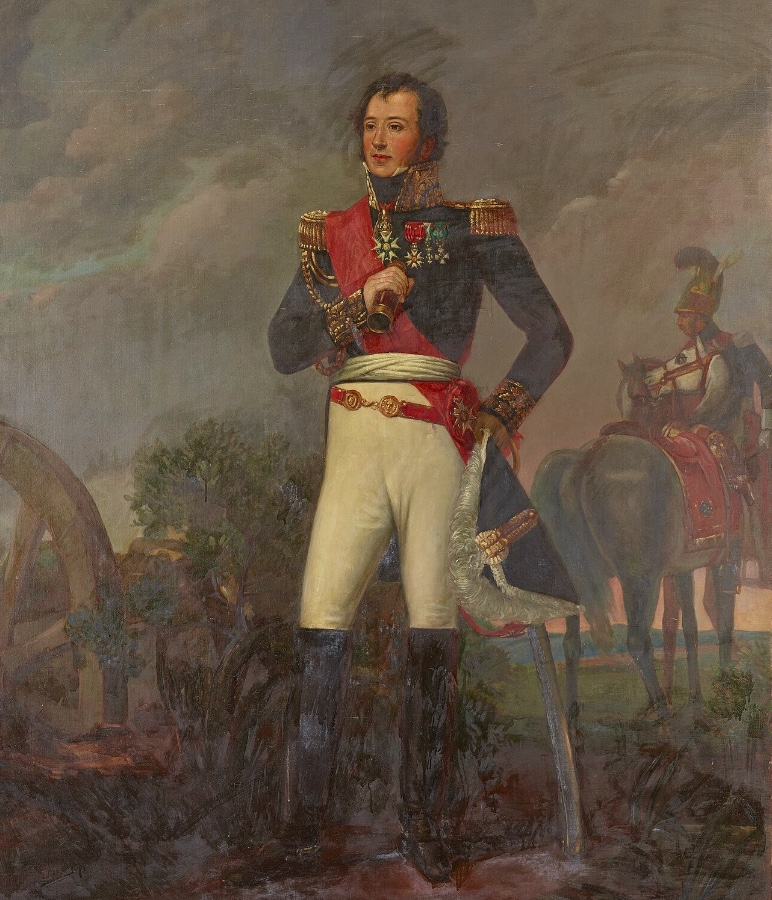
Portrait de Louis-Auguste-Victor de Bourmont.

La Révolution française fut une période particulièrement troublée à Freigné. Le comte de Bourmont, Louis-Marie-Eugène, fait partie de la noblesse émigrée et il meurt en 1791 à Turin en Italie. L'autre seigneur local, celui de la Saulaie, est mineur et réside à Rennes. Le nouveau comte de Bourmont, Louis-Auguste-Victor, avait accompagné son père en Italie. Rentré en France après la mort de ce dernier, il rejoint le comte d'Artois à Coblence en 1792 et s'engage dans le camp royaliste. Il est fait lieutenant, puis major-général lorsqu'il arrive en Vendée en 1794. Il participe à toutes les guerres de la Chouannerie et ne se rend qu'en 1800. Il est alors emprisonné à Besançon et s'évade en 1804. Il s'exile au Portugal.
Bourmont étant la propriété d'un chef royaliste, le château sert de centre décisionnel pour les Chouans. Marie Paul de Scépeaux de Bois-Guignot, autre figure anti-révolutionnaire, y établit son quartier général en 1795. La commune est traversée par de nombreuses bandes de Chouans et par des colonnes républicaines. Pendant toute la durée de la Chouannerie, batailles et incendies devinrent des événements habituels.
La Révolution marque à Freigné comme dans le reste du pays la fin du système féodal. D'autres changements ont lieu, comme la fermeture des prieurés Saint-Pierre et Saint-Germain, et l'arrêt de la foire de Saint-Pierre, qui se tenait au village depuis une date inconnue. Le curé et son vicaire refusent le serment de la constitution civile du clergé. Le curé reste à Freigné jusqu'en 1791 puis il se réfugie à Nantes avant de rejoindre les Chouans à Saint-Florent-le-Vieil. Découvert puis arrêté, il est guillotiné à Angers en 1793. Le vicaire participe aussi à la Guerre de Vendée mais il échappe à la mort et devient curé de Freigné sous Napoléon Ier.

### Époque contemporaine
Après la Révolution, la situation à Freigné redevient paisible sous le Consulat et le Premier empire.
Le comte de Bourmont rentre d'exil au Portugal et rejoint l'armée de Napoléon Ier en 1809. Il participe aux dernières campagnes de l'empereur, notamment en Russie. Mais en 1815 avec la création de l'Acte additionnel aux Constitutions de l'Empire qui prononce la déchéance des « Bourbons ». Bourmont est des 320 militaires (contre 220 000) qui refusent cet acte additionnel. Il rejoint alors Louis XVIII et occupe des fonctions importantes pendant la Restauration : pair de France et ministre de la guerre, il est fait maréchal de France lors de la conquête d'Alger en 1830. Il tombe en disgrâce lors de la Révolution des Trois Glorieuses qui renverse le roi. Il tente de provoquer un soulèvement royaliste dans l'Ouest en rejoignant la duchesse de Berry en Vendée. L'initiative est un échec. À la suite de l'insurrection républicaine de 1832, une escarmouche se produit à Freigné et une compagnie d'infanterie y est cantonnée pendant un an, afin de prévenir de nouveaux débordements royalistes.
Le XIXe siècle est une période de modernisation. Cinq étangs sont asséchés sous le Premier empire et en 1847, les biens communaux, comprenant 484 hectares de lande, sont vendus. Ces étendues de lande sont mises en culture. Cela transforme largement le paysage de la commune et des champs remplacent de vastes milieux naturels comme les landes d'Anjou, qui s'étendaient de L'Asnerie à Rochementru. Le cimetière, situé autour de l'église, est déplacé en sortie de village en 1844. L'église elle-même est démolie et remplacée par un édifice plus vaste en 1848-1852. Une nouvelle mairie est achevée en 1860 et le chemin de fer arrive en 1884 avec la construction de la ligne de Segré à Nantes-État.
La foire de Freigné, supprimée à la Révolution, est recréée en 1807 et se tient le 28 juin. On y vent des bœufs et des vaches ainsi que des chevaux. Placée en plein milieu des travaux agricoles, elle peine à attirer les clients et périclite. En 1865, la municipalité fixe la foire au 21 avril et accorde des primes aux vendeurs pour les encourager à s'y présenter. Ces décisions n'ont pas un grand succès et la foire est déplacée une nouvelle fois en 1868, elle se tient alors le samedi précédant la mi-carême de Candé. La foire peine toujours à devenir un événement viable et disparaît.
En 1837, la commune de Freigné cède des terres à la ville de Candé, qui possède alors un territoire trop petit pour se développer. Lors de ce transfert, Freigné perd notamment le village de Beaulieu, depuis devenu un quartier candéen. Des terres freignéennes sont à nouveau données à Candé en 1955.
Au XXe siècle, Freigné poursuit son développement mais demeure une commune dominée par l'agriculture. L'électricité est installée entre 1930 et 1935, et l'eau courante en 1958, soit avec plus de cinquante ans de retard sur Candé. La commune se dote d'une salle polyvalente en 1983, et d'une maison de loisirs en 1995. Au niveau régional, Freigné fut une commune précurseure dans l'énergie éolienne puisqu'elle fut la première commune du département à recevoir un parc éolien, opérationnel en 2007. Il produit 16,6 GWh par an soit la consommation de 7 200 habitants. Un deuxième parc est en construction, il sera équipé des mêmes éoliennes mais produira deux fois plus d'électricité. Un projet de troisième parc est avancé en 2016.
Depuis le 1er janvier 2018, Freigné fait partie de la commune nouvelle des Vallons-de-l'Erdre, qui rassemble aussi les anciennes communes de Bonnœuvre, Maumusson, Saint-Mars-la-Jaille, Saint-Sulpice-des-Landes et Vritz. Freigné, située auparavant en Maine-et-Loire, est rattachée au département de la Loire-Atlantique, chose faite par le décret du 26 décembre 2017 appliqué au 1er janvier 2018. Ce rattachement avait préalablement reçut l'aval du Conseil départemental de Maine-et-Loire en juin 2017, à la condition que le parc d’activités Anjou Actiparc le Petit Tesseau, financé en grande partie par ce département soit rattaché à la commune de Candé.

## Politique et administration

### Situation administrative
Depuis 2018, Freigné fait partie de la commune nouvelle des Vallons-de-l'Erdre, elle-même incluse dans le canton d'Ancenis. Avant cette date, Freigné faisait partie du canton de Segré en Maine-et-Loire. Avant 2015, la commune était dans le canton de Candé qui comprenait cinq autres communes : Angrie, Candé, Challain-la-Potherie, Chazé-sur-Argos et Loiré. Ce canton avait été créé pendant la Révolution. Au départ, il ne comprenait que les communes de Candé, Angrie et Freigné. En l'an III, il fut augmenté de Challain-la-Potherie, Loiré et Le Tremblay. Cette dernière commune rejoint le canton de Pouancé en 1803, et cette même année le canton de Candé reçut Chazé-sur-Argos.
Le canton de Candé a été placé dans le district de Segré en 1790. Il fait partie de l'arrondissement de Segré depuis la création de ce dernier en 1800. Il se trouve également dans la structure de regroupement de collectivités locales de l'Anjou bleu, Pays segréen, appelé jusqu'en 2008 « Pays du Haut-Anjou Segréen ». Cette structure, qui permet notamment la réalisation d'études et de projets, fonctionne selon la loi Voynet de 1999. Le canton était inclus dans la septième circonscription de Maine-et-Loire, dont le découpage date de 1986.
La commune fut membre de la Communauté candéenne de coopérations communales, abrégée en « 4C ». Cette intercommunalité trouve son origine dans le SIVM du canton de Candé, fondé en 1965, qui comptait aussi la commune de La Cornuaille, qui ne faisait pourtant pas partie du canton de Candé. La communauté de communes actuelle a été créée en 1995.

### Tendances politiques et résultats
L'électorat freignéen vote toujours majoritairement à droite.
À l'élection présidentielle de 2012, le taux de participation au premier tour était de 85,34 %, Nicolas Sarkozy (UMP) obtenait 36,52 % des suffrages, devançant Marine Le Pen (FN) avec 22,82 %, François Hollande (PS) avec 14,98 %, et François Bayrou (MoDem) avec 12,55 %. Le résultat du second tour confirmait celui du premier, Nicolas Sarkozy arrivant une nouvelle fois en tête (67,86 %) devant François Hollande (32,14 %), pour un taux de participation un peu plus faible (82,98 %).
Aux élections législatives de 2012, Marc Laffineur (UMP) arriva largement en tête au premier tour avec 47,35 % des voix, devant Marie Courtin (FN) avec 20,41 % et Silvia Camara-Tombini (PS) avec 18,98 %. Le second tour confirma cette tendance, Marc Laffineur devançant Silvia Camara-Tombini (66,59 % contre 33,41 %) comme sur l'ensemble de la circonscription.

### Administration municipale
Le maire de Freigné est Alain Raymond, également président de la communauté de communes. Il est en poste depuis 2007.
Le conseil municipal est composé de treize sièges, proportionnellement au nombre d'habitants. À la suite des élections municipales de 2014, quatre membres du conseil faisaient office d'adjoints au maire.
Lors des élections municipales de 2014, deux listes se sont présentées, l'une classée divers droite et conduite par le maire Alain Raymond, l'autre classée divers et consuite par Emmanuel Bouvet.
Composition du conseil municipal depuis les élections municipales de 2014 :

### Maires
| Période                                  | Période  | Identité      | Étiquette | Qualité  |
| ---------------------------------------- | -------- | ------------- | --------- | -------- |
| janvier 2018                             | En cours | Alain Raymond |           | Retraité |
| Les données manquantes sont à compléter. |          |               |           |          |

| Période                                  | Période       | Identité                                    | Étiquette | Qualité                                 |
| ---------------------------------------- | ------------- | ------------------------------------------- | --------- | --------------------------------------- |
| 1799                                     |               | Juin (père) ( -1808)                        |           |                                         |
| 1806                                     | 1870          | Juin (fils)                                 |           |                                         |
| 1806                                     | 1807          | Juin (fils)                                 |           |                                         |
| 1807                                     | 1815          | Michel-Louis Blanchet                       |           |                                         |
| 1815                                     | 1830          | de L'Esperminière de Vritz                  |           |                                         |
| 1830                                     | 1836          | Alexandre Gaudin                            |           |                                         |
| 1836                                     | 1837          | Julien Pelé                                 |           |                                         |
| 1837                                     | 1841          | Pierre-Joseph-François Béziau               |           |                                         |
| 1841                                     | 1865          | Julien-François Chevallier                  |           |                                         |
| 1865                                     | 1899          | Ludovic Heulin (1833-1899)                  |           |                                         |
|                                          | 1919          | Louis de Ghaisne de Bourmont (1848-1921)    |           |                                         |
| 1919                                     | 1955          | Bertrand de Ghaisne de Bourmont (1880-1957) |           |                                         |
| 1956                                     | 1977          | Louis Baudouin (1902-1979)                  |           |                                         |
| 1977                                     | 2001          | Louis Poirier                               |           |                                         |
| 2001                                     | 2007          | Olivier Maugendre (1940-2007)               |           |                                         |
| 2007                                     | décembre 2017 | Alain Raymond                               |           | Retraité, président de la C.C. de Candé |
| Les données manquantes sont à compléter. |               |                                             |           |                                         |

## Population et société

### Démographie

#### Évolution démographique
L'évolution du nombre d'habitants est connue à travers les recensements de la population effectués dans la commune depuis 1793. Pour les communes de moins de 10 000 habitants, une enquête de recensement portant sur toute la population est réalisée tous les cinq ans, les populations de référence des années intermédiaires étant quant à elles estimées par interpolation ou extrapolation. Pour la commune, le premier recensement exhaustif entrant dans le cadre du nouveau dispositif a été réalisé en 2007.

En 2015, la commune comptait 1 131 habitants, en évolution de −2,84 % par rapport à 2009 (Maine-et-Loire : +2,12 %, France hors Mayotte : +2,11 %).
| 1793  | 1800  | 1806  | 1821  | 1831  | 1836  | 1841  | 1846  | 1851  |
| ----- | ----- | ----- | ----- | ----- | ----- | ----- | ----- | ----- |
| 1 481 | 1 133 | 1 296 | 1 404 | 1 580 | 1 606 | 1 573 | 1 501 | 1 747 |

| 1856  | 1861  | 1866  | 1872  | 1876  | 1881  | 1886  | 1891  | 1896  |
| ----- | ----- | ----- | ----- | ----- | ----- | ----- | ----- | ----- |
| 1 870 | 1 965 | 2 045 | 1 990 | 2 119 | 2 096 | 2 193 | 2 108 | 2 019 |

| 1901  | 1906  | 1911  | 1921  | 1926  | 1931  | 1936  | 1946  | 1954  |
| ----- | ----- | ----- | ----- | ----- | ----- | ----- | ----- | ----- |
| 2 000 | 1 965 | 1 912 | 1 751 | 1 652 | 1 591 | 1 550 | 1 583 | 1 600 |

| 1962  | 1968  | 1975  | 1982  | 1990  | 1999 | 2006  | 2007  | 2012  |
| ----- | ----- | ----- | ----- | ----- | ---- | ----- | ----- | ----- |
| 1 528 | 1 415 | 1 187 | 1 118 | 1 017 | 985  | 1 119 | 1 138 | 1 129 |

| 2015  | - | - | - | - | - | - | - | - |
| ----- | - | - | - | - | - | - | - | - |
| 1 131 | - | - | - | - | - | - | - | - |

#### Pyramide des âges
La population de la commune est relativement jeune. Le taux de personnes d'un âge supérieur à 60 ans (18,7 %) est en effet inférieur au taux national (21,8 %) et au taux départemental (21,4 %).
Contrairement aux répartitions nationale et départementale, la population masculine de la commune est supérieure à la population féminine (50,8 % contre 48,7 % au niveau national et 48,9 % au niveau départemental).
La répartition de la population de la commune par tranches d'âge est, en 2008, la suivante :
- 50,8 % d’hommes (0 à 14 ans = 24,7 %, 15 à 29 ans = 14,9 %, 30 à 44 ans = 22,7 %, 45 à 59 ans = 19,6 %, plus de 60 ans = 18,2 %) ;
- 49,2 % de femmes (0 à 14 ans = 20,4 %, 15 à 29 ans = 19,1 %, 30 à 44 ans = 22,7 %, 45 à 59 ans = 18,6 %, plus de 60 ans = 19,2 %).

| Hommes | Classe d’âge | Femmes |
| ------ | ------------ | ------ |
| 0,7    | 90 ans ou +  | 0,5    |
| 5,4    | 75 à 89 ans  | 5,5    |
| 12,1   | 60 à 74 ans  | 13,2   |
| 19,6   | 45 à 59 ans  | 18,6   |
| 22,7   | 30 à 44 ans  | 22,7   |
| 14,9   | 15 à 29 ans  | 19,1   |
| 24,7   | 0 à 14 ans   | 20,4   |

| Hommes | Classe d’âge | Femmes |
| ------ | ------------ | ------ |
| 0,4    | 90 ans ou +  | 1,1    |
| 6,3    | 75 à 89 ans  | 9,5    |
| 12,1   | 60 à 74 ans  | 13,1   |
| 20,0   | 45 à 59 ans  | 19,4   |
| 20,3   | 30 à 44 ans  | 19,3   |
| 20,2   | 15 à 29 ans  | 18,9   |
| 20,7   | 0 à 14 ans   | 18,7   |

### Enseignement
L'école primaire publique mixte a été fermée dans les années 1990. Il ne reste plus que l'école primaire privée mixte Sainte-Anne dirigée par la direction diocésaine de l'enseignement catholique d'Angers

## Économie
Sur 133 établissements présents sur la commune à fin 2010, 62 % relevaient du secteur de l'agriculture (pour une moyenne de 17 % sur le département), 7 % du secteur de l'industrie, 6 % du secteur de la construction, 22 % de celui du commerce et des services et 3 % du secteur de l'administration et de la santé.
La commune possède une zone artisanale située près de la limite avec Candé. L'agriculture représente une centaine d'exploitations, possédant chacune 47 hectares en moyenne. L'élevage bovin pour la viande et le lait et les activités annexes (culture de céréales et d'oléagineux) représente la majeure partie de l'agriculture freignéenne. Les cultures citées précédemment occupent plus de 1100 hectares. Les vergers de pommiers concernent quant à eux 240 hectares. L'élevage hors-sol (canards, porcins, poulets) est également présent. Les principales entreprises de la commune sont Atlanpom (culture de pommes) et Petiteau (mécano-soudure et chaudronnerie).

## Culture locale et patrimoine
Freigné est une commune typique du Haut-Anjou. Elle possède un patrimoine historique significatif, avec 3 monuments répertoriés à l'inventaire des monuments historiques et 43 lieux et monuments répertoriés à l'inventaire général du patrimoine culturel.

### Architecture civile
Le village, en forme d'étoile, possède un parcellaire sans profondeur, suivant les principaux axes. Les jardins sont situés derrière ou plus rarement à côté des maisons. Des puits à eau typiques de la région, couverts d'un édicule en schiste, sont visibles dans plusieurs jardins. Les jardins étaient autrefois tous délimités par des « palis », clôtures réalisées en dalles d'ardoises plantées dans le sol et maintenues par des pièces de bois retenant les pierres en moise. Plusieurs exemples de palis subsistent à Freigné.
Le schiste, matériau omniprésent dans le sous-sol freignéen, est le principal matériau de construction traditionnel. Les maisons anciennes datent principalement du XVIIIe siècle et du XIXe siècle, elles sont réalisées en moellons de schiste, ont une couverture en ardoises, et des ouvertures encadrées de briques mécaniques, technique remontant au XIXe siècle. Deux édifices du village présentent des éléments datables du XVe siècle, ce sont des lintaux d'ouvertures en schiste de taille échancrés d'une accolade. Les fermes disséminées sur l'ensemble de la commune répondent à deux plans de construction concurrents : soit les parties agricoles sont en prolongement de l'habitation, formant une longère, soit elles sont disséminées autour de la cour. Il existe aussi quelques exemples de fermes en U et en équerre.
La commune possède cinq moulins à vent, tous construits en moellons de schiste et datant des XVIIe et XVIIIe siècles. Un seul, celui de Gastel, possède une architecture traditionnelle à étage unique. Les autres ont été rehaussés d'un ou deux étages au XIXe siècle, lors de la pose d'ailes Berton (ailes à planchettes rétractables et non plus à voiles en toile). Le mieux conservé est le moulin d'Auverse (autrefois du Houx-Vert), qui date probablement du XVIIIe siècle et qui a été rehaussé en 1875. Il a cependant perdu ses ailes et son mécanisme. Freigné a autrefois compté quatre autres moulins à vent, ainsi que sept moulins à eau. Les premières mentions faisant état de moulins à Freigné remontent au XVIe siècle.
La plupart des bâtiments publics de la commune datent du XIXe siècle. Ainsi le lavoir a été construit sur l'Erdre en 1897, la mairie en 1859-1861, ou l'école Saint-Anne, édifée en 1894 aux frais du comte de Bourmont. Le monument aux morts de la Première Guerre mondiale a été construit en 1921. Il comprend une statue de Jeanne d'Arc en pierre de Chauvigny, œuvre du sculpteur angevin Georges Chesneau, placée sur un socle en pierre de Juigné. Le village comprend deux ponts anciens, celui de Trianon, qui a été construit à la fin du XVIIIe siècle en remplacement de la chaussée d'un ancien moulin à eau, et celui du Moulin-Foulon, datant du XIXe siècle.

### Architecture religieuse
Comme bon nombre de communes de la région qui se retrouvaient avec des églises médiévales devenues trop petites et parfois endommagées par la Révolution, Freigné fit reconstruire son église paroissiale au XIXe siècle. L'église paroissiale Saint-Pierre fut ainsi démolie en 1849, puis reconstruite de 1849 à 1852. La décoration intérieure fut achevée en 1865, et les cloches offertes en 1899. Le gros-œuvre est en moellons de schiste, mais le clocher, les contreforts, et la façade occidentale sont en tuffeau. L'église possède un plan classique en croix latine, avec une nef unique à trois travées. L'histoire de l'église qui fut démolie en 1849 est mal connue. D'après le comte René de l'Esperonnière, historien local du XIXe siècle, elle était probablement antérieure aux guerres de Religion du XVIe siècle. Le comte la décrit « comme un édifice de pauvre et chétive apparence, sans style et sans caractère, dont le chœur seul était voûté ; au-dessus du transept s'élevait un petit clocher couvert d'ardoises ». Il précise que les seigneurs de Bourmont y étaient traditionnellement enterrés.
La commune comprend deux petites chapelles, celle du Rosaire, construite dans le bourg en 1844, et celle de Saint-Germain, édifiée en 1892. Seule cette dernière possède un intérêt historique. Elle se trouve en effet sur le site de l'ancien prieuré Saint-Germain, disparu à la Révolution. Sa chapelle, détruite par les révolutionnaires, se trouvait à 200 mètres de l'édifice actuel. Ce prieuré bénédictin avait été fondé à une date inconnue.
Freigné possède neuf croix de chemin sur son territoire, toutes datent du XIXe siècle, à l'exception de celle de la Pugle, qui remonte peut-être au XVIIIe siècle. Le calvaire monumental du bourg, reprenant le motif de la grotte de Lourdes, a été construit vers 1900.

### Manoirs et châteaux

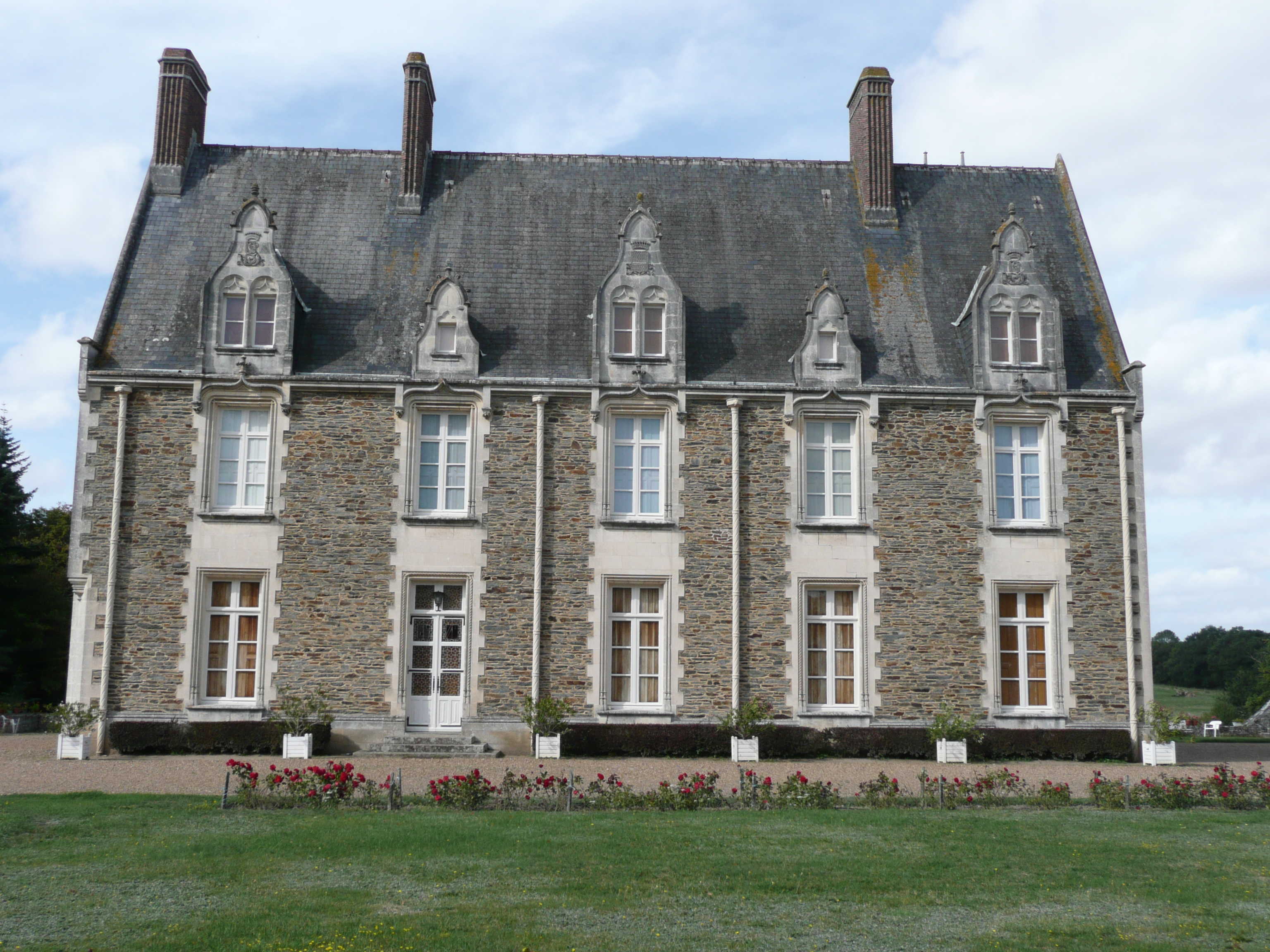
Le logis du château de Bourmont.

Le château de Bourmont fut construit pour la première fois au XVe siècle. Son emplacement, dans une vallée arrosée par le ruisseau de Venoux, fut choisi pour son potentiel de protection. À l'origine il avait l'aspect d'un château fort carré, entouré de douves en eau et muni de quatre tours d'angle. Le château a été profondément modernisé au XIXe siècle et il ne conserve que quelques éléments d'origine : le terre-plein carré, la tour nord-est, et la base des tours sud-est et sud-ouest (ces deux tours ont été refaites au XIXe siècle). Le parc et les communs remontent surtout au XVIIIe siècle. Le domaine fut alors entouré d'un mur de pierre, et divers éléments furent ajoutés, comme des portails, des communs et une orangerie. Le châtelet, qui commande l'accès au terre-plein entouré de douves, fut reconstruit en 1882. Il renferme la chapelle, dédiée à Saint Christophe. Le logis, qui occupe la partie nord du terre-plein, a été reconstruit à son tour de 1892 à 1894. Ces reconstructions adoptent le style néogothique alors en vogue auprès de l'aristocratie locale. La métairie comprend deux tours remontant peut-être au XVe siècle, mais les autres éléments agricoles sont de la fin du XIXe siècle. Le château est intégralement construit en moellons de schiste, avec des encadrements d'ouverture en tuffeau de taille.
Le logis du manoir de la Grande-Maison, également nommé manoir de Ghaisne, fut construit aux XVe et XVIe siècles, probablement sur le site du manoir féodal. Il est situé à côté de l'église, au centre du village. La tour d'escalier et les grandes baies semblent dater d'une campagne de rénovation entreprise en 1565. L'édifice a appartenu aux familles de Ghaisne et de Bourmont, cette dernière y logeant son procureur fiscal. Il est devenu presbytère en 1856. Le logis est construit en moellons de schiste et ses ouvertures sont encadrées de tuffeau taillées en moulures. La tour d'escalier comprend des boulins à pigeons.

### Autres lieux et monuments

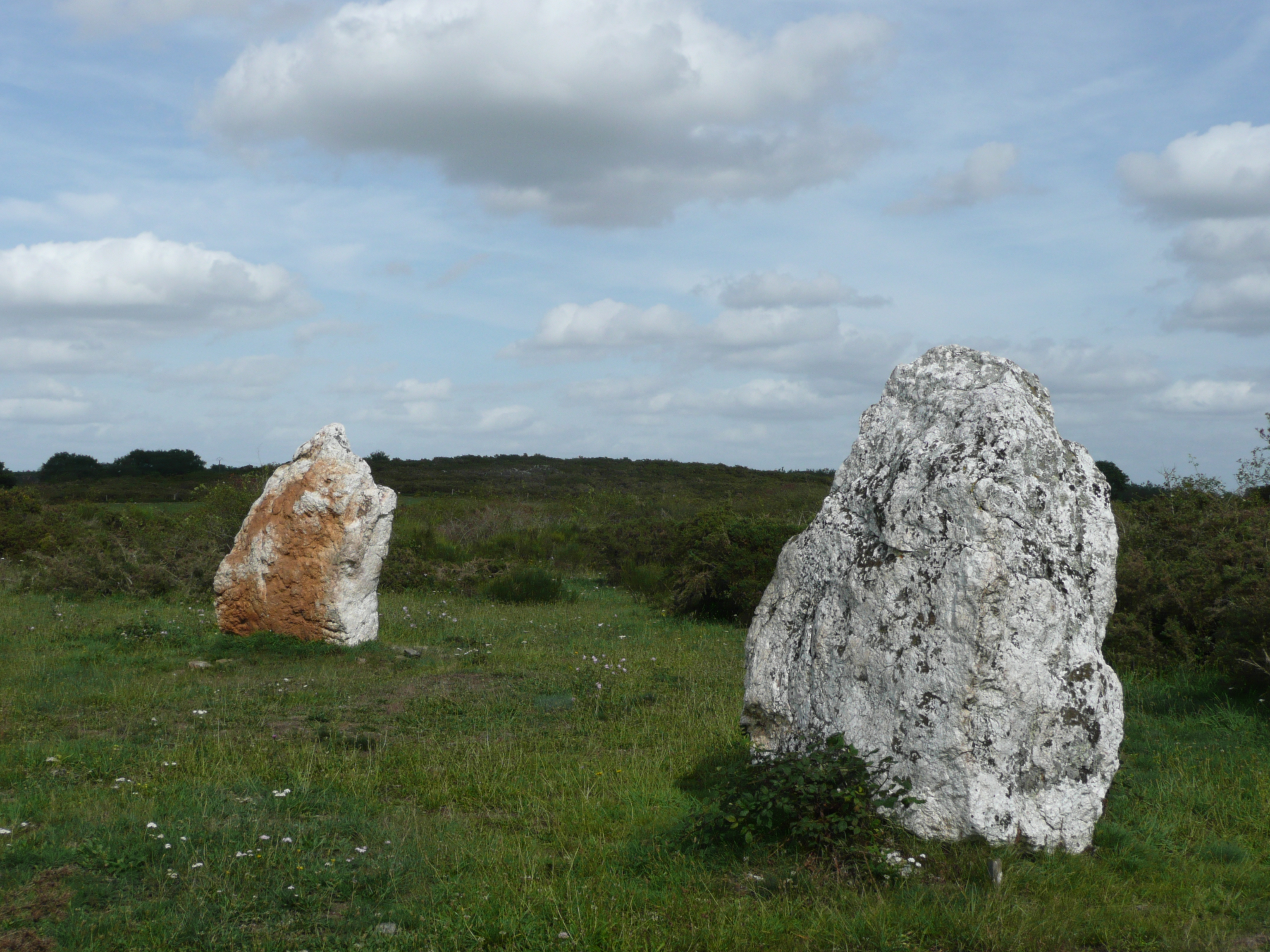
Les menhirs E et F de l'alignement de Bennefraye.

L'ensemble mégalithique de Freigné, datant du Néolithique, se situe près du hameau de Bennefraye, sur une colline dominant la vallée de l'Erdre. Il comprend un alignement de sept menhirs, l'un de ceux aux extrémités étant peut-être naturel. Cet alignement semble monter depuis les bords de la rivière vers le sommet rocheux de la colline. L'alignement a été en partie saccagé en 1892 lorsque plusieurs menhirs ont été retirés puis transportés au Pin pour servir d'assise au calvaire nouvellement construit sur le champ de foire.
Depuis 2007, quatre éoliennes sont en service sur les collines proches de Saint-Mars-la-Jaille. Elles produiront à terme 20 millions de kilowatts-heures par an, soit la consommation annuelle de 10 000 personnes. C'est le premier projet éolien réalisé en Maine-et-Loire.

### Patrimoine naturel
Le territoire de la commune présente partiellement un intérêt écologique reconnu par un classement en zone naturelle d'intérêt écologique, faunistique et floristique (ZNIEFF) de type II et de 2e génération ; ce classement ne s'accompagne d'aucune mesure de protection réglementaire. Le territoire communal de Freigné comprend une ZNIEFF.
La zone Coteau de l'Erdre en amont de Freigné est une ZNIEFF de type II. Elle couvre 43 hectares. La zone se trouve entre le bourg et Bennefraye, le long des rives de l'Erdre. Elle comprend plusieurs milieux, comme une lande thermophile, des boisements, des prairies et des escapements rocheux.
Les enquêtes y ont révélé une faune et une flore riches, avec plusieurs espèces réglementées comme le renard roux, la fouine, la belette d'Europe, le campagnol amphibie, la bergeronnette des ruisseaux, la tourterelle des bois, le coucou gris, la huppe fasciée, le bruant jaune, le pic épeiche, le pic vert, la grenouille agile, le grand brochet, le chabot commun, et la sérotine commune et le murin de Natterer (chauve-souris). Les insectes sont notamment représentés par diverses espèces de demoiselles et de libellules, comme la libellule écarlate, et des papillons comme le paon du jour et l'azuré des nerpruns.

Spécimens de la faune de Freigné.
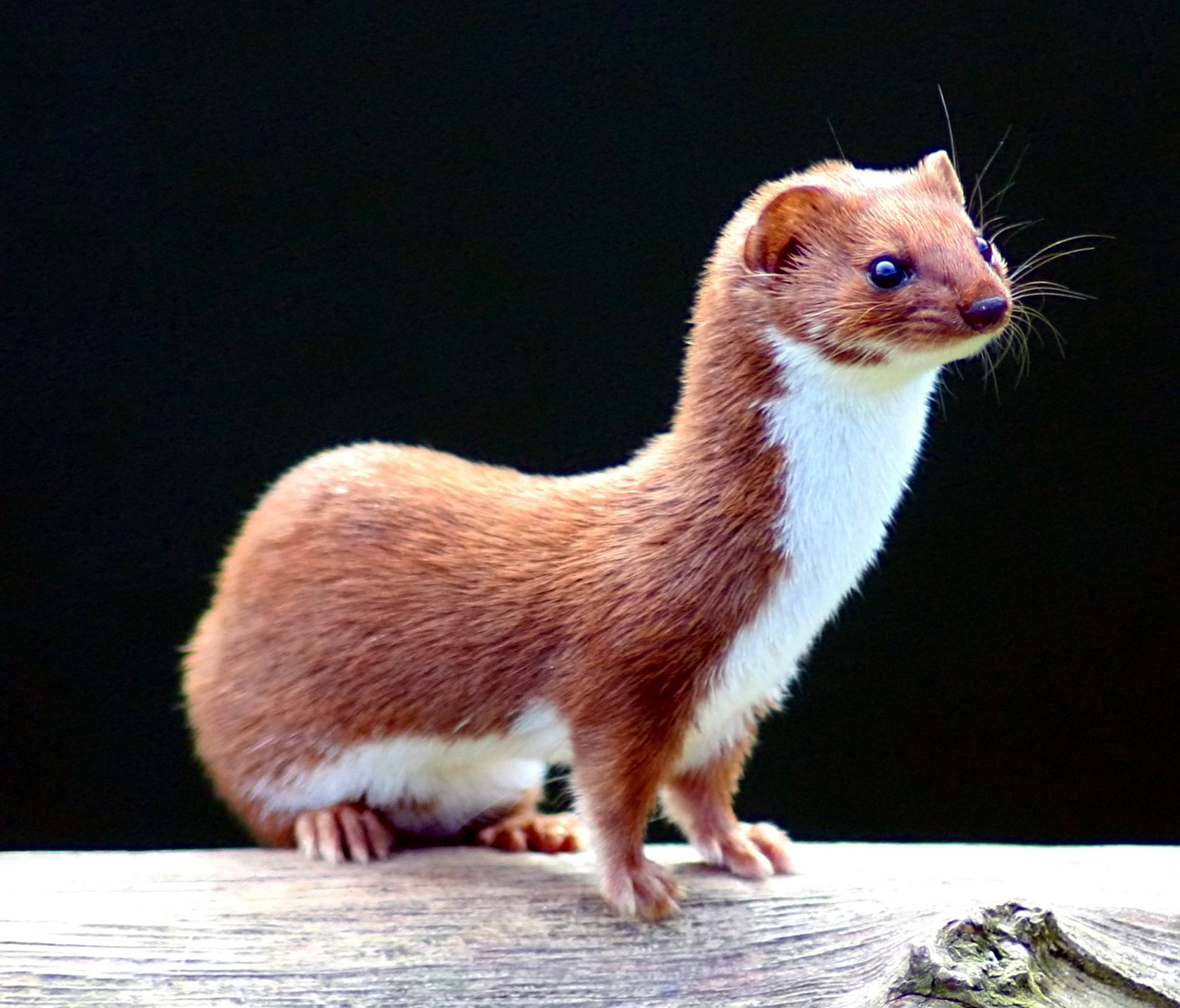
Belette d’Europe.
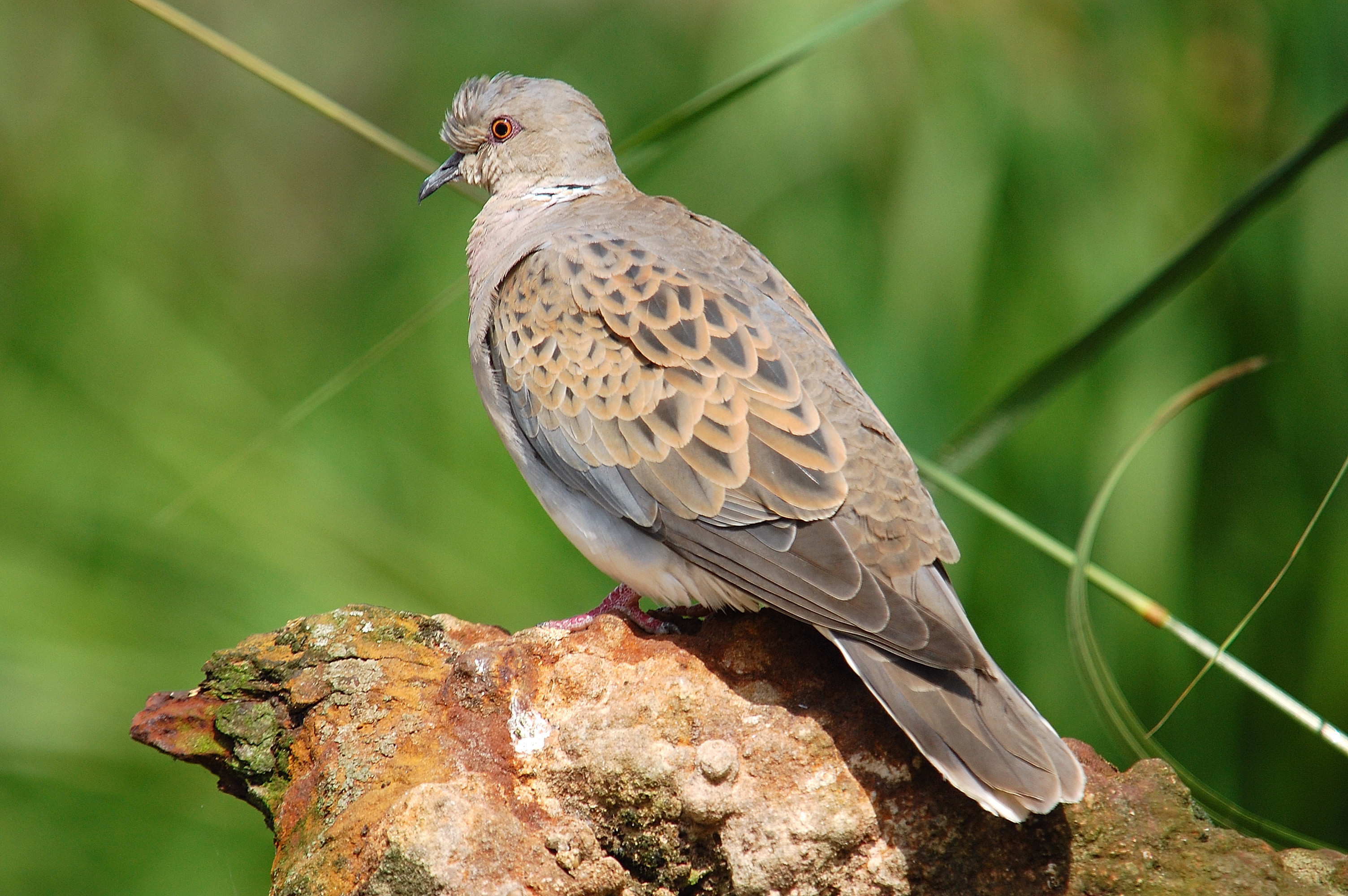
Tourterelle des bois.
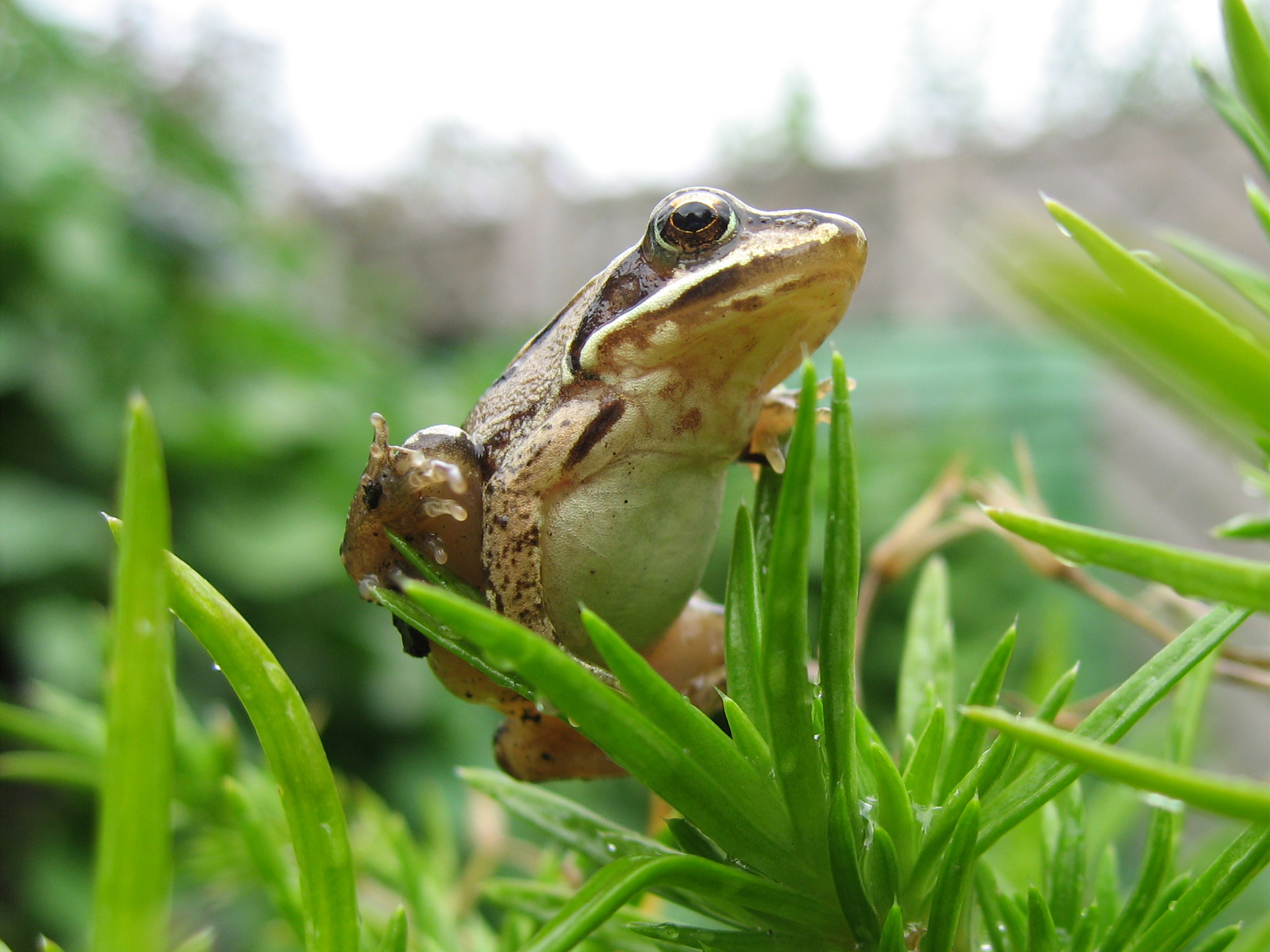
Grenouille agile.
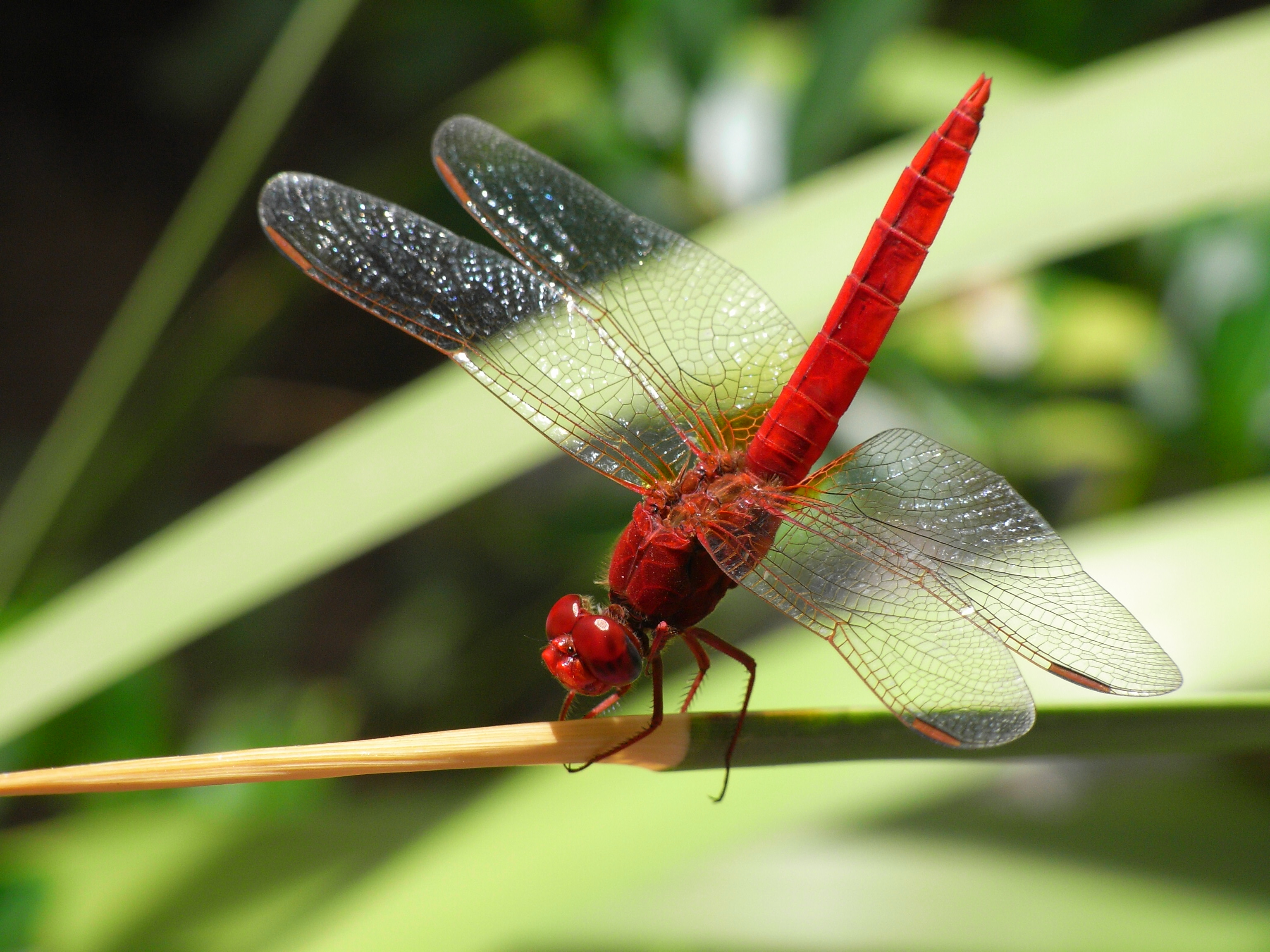
Libellule écarlate.
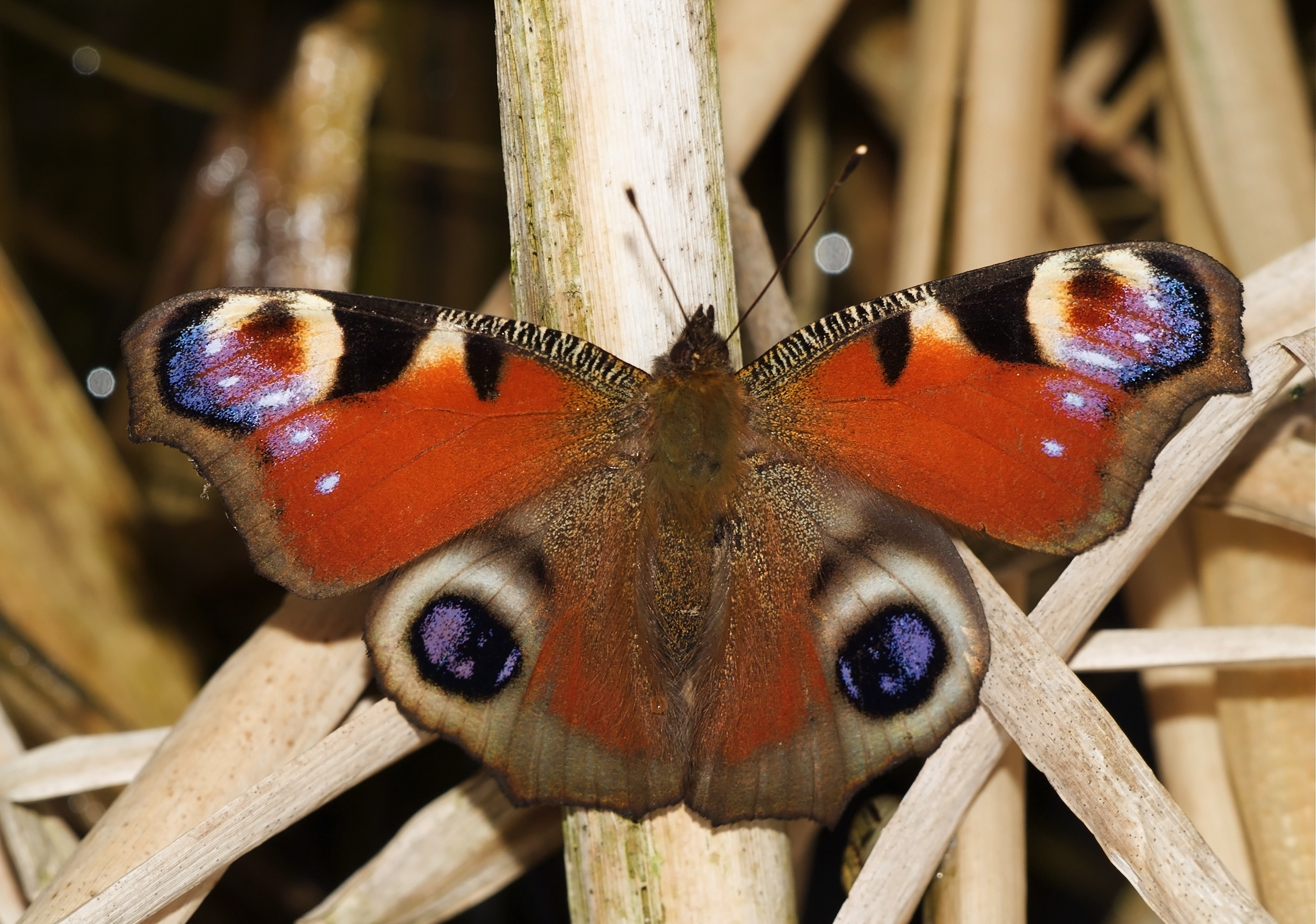
Paon du jour.

Parmi les espèces végétales, il y a plusieurs fougères (fougère Aigle, fougère dilatée, blechnum en épi, fougère femelle et fougère mâle), diverses plantes vivant en milieu aquatique, de prairie ou de lande, comme le nombril de Vénus, la stellaire holostée, l'asphodèle blanc, l'épiaire des marais, la scrofulaire à oreillettes, le myosotis des marais et la renouée amphibie, et des arbres comme le sureau noir, le saule roux, le chêne vert, le noisetier et Pyrus cordata (variété de poirier sauvage).

Spécimens de la flore de Freigné.
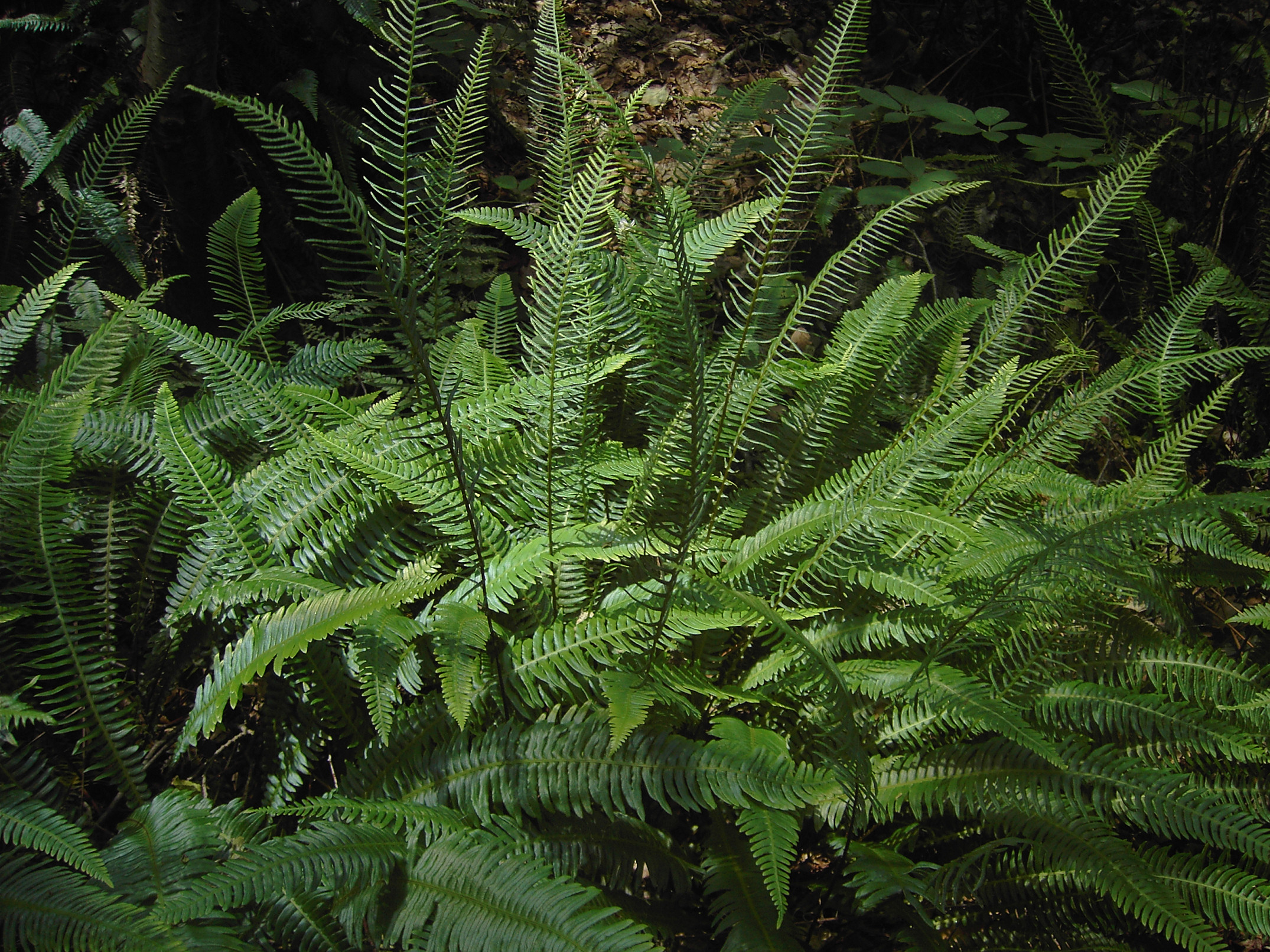
Blechnum en épi.
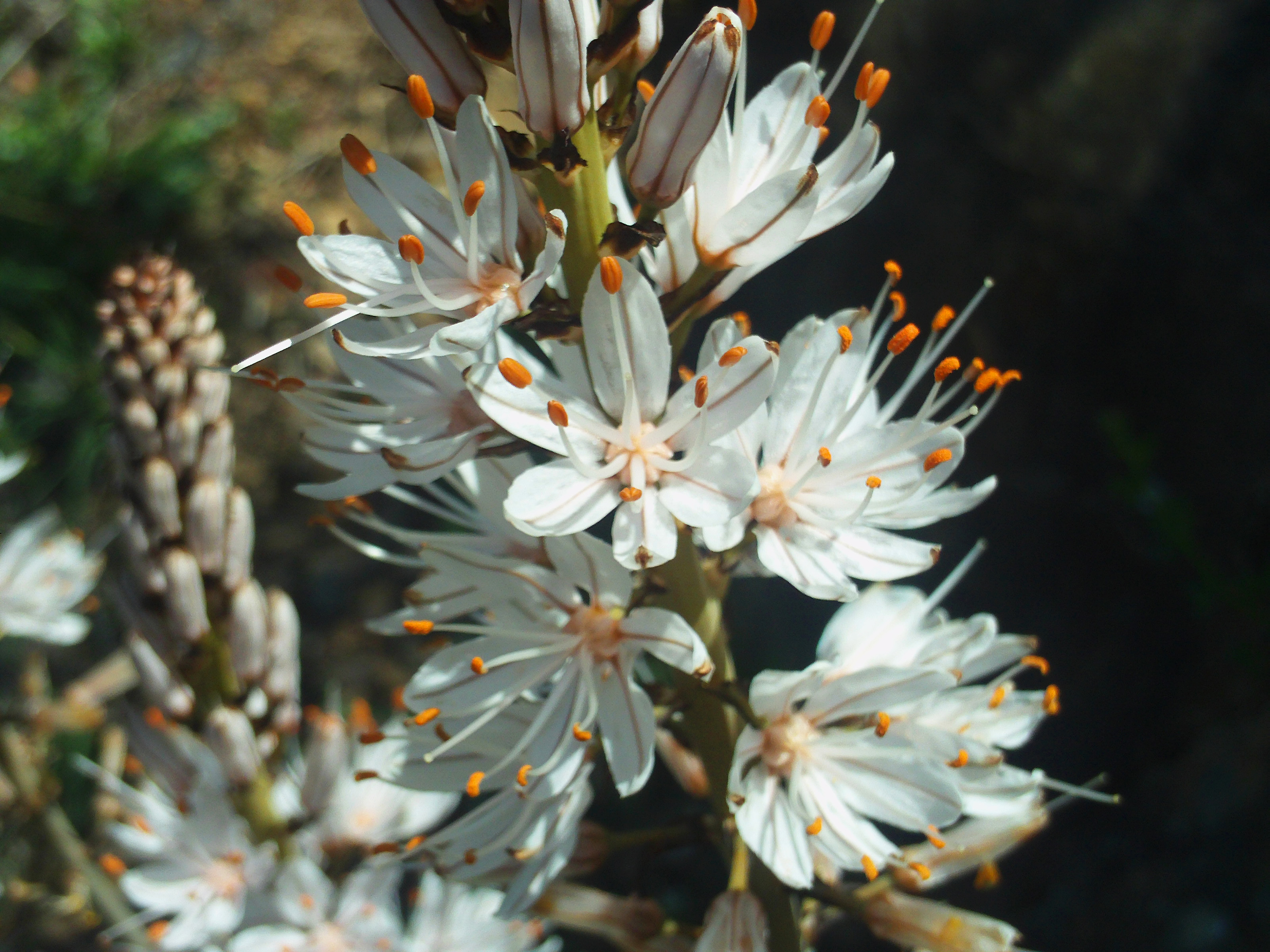
Asphodèle blanc.
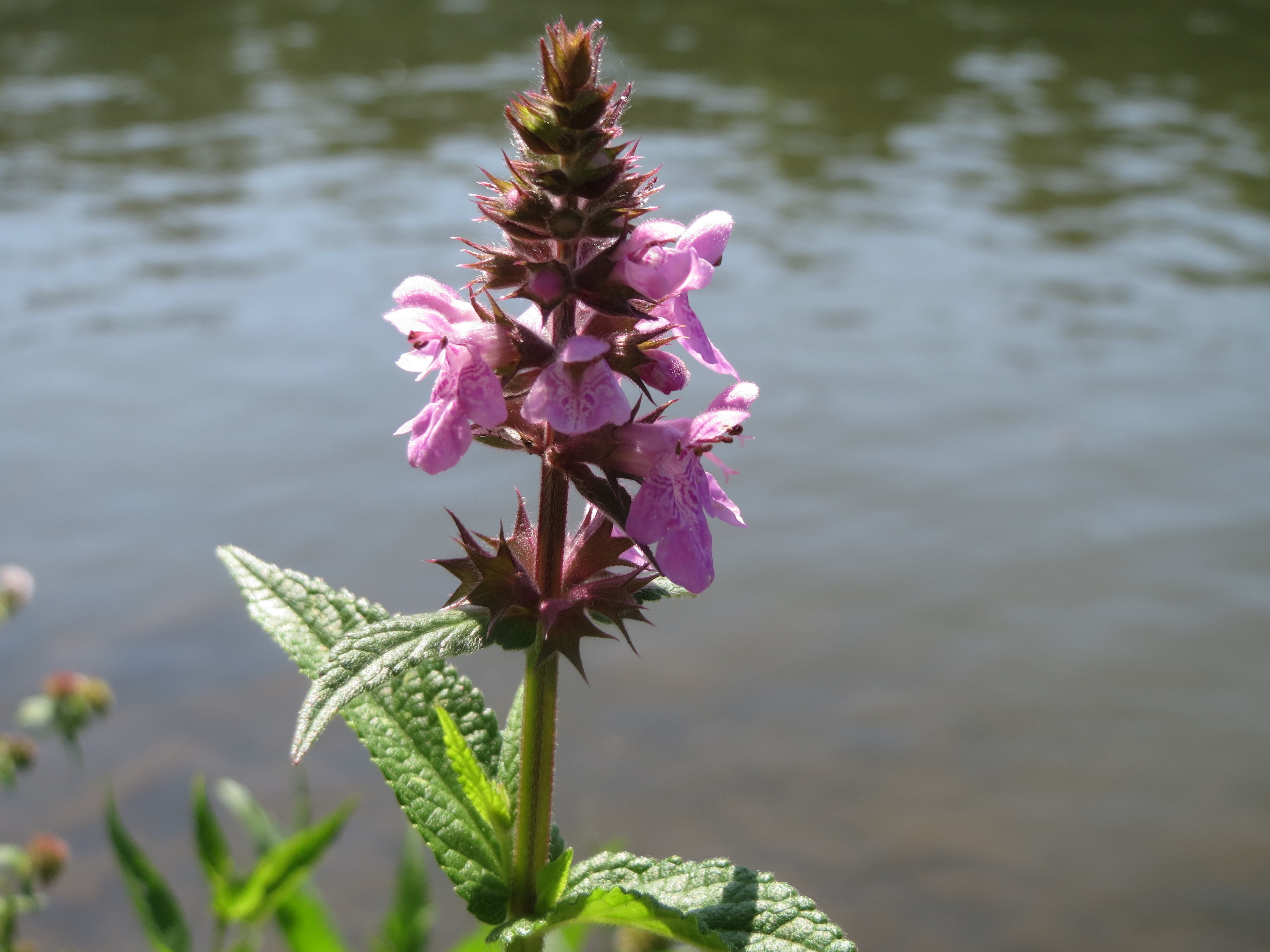
Épiaire des marais.
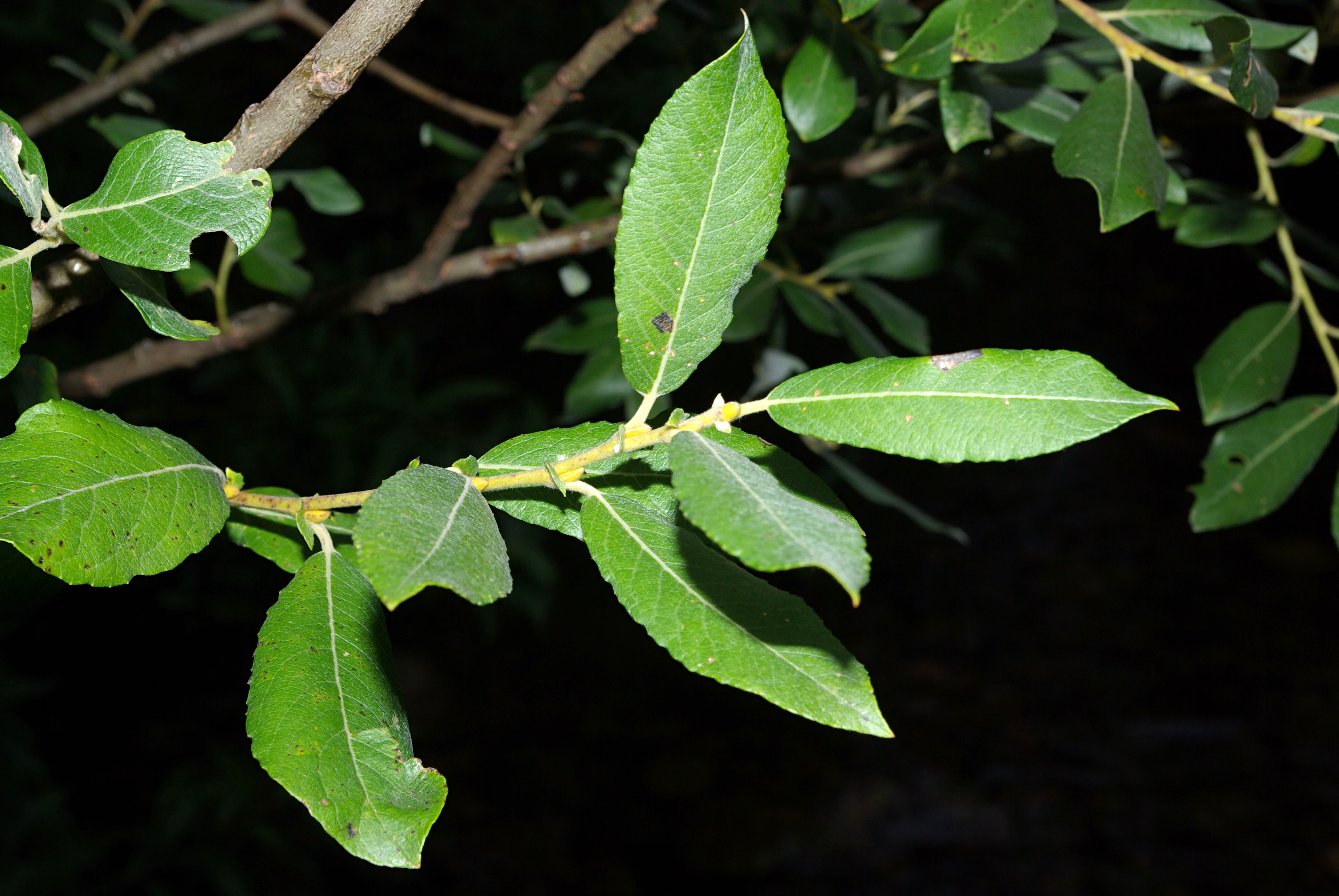
Saule roux.
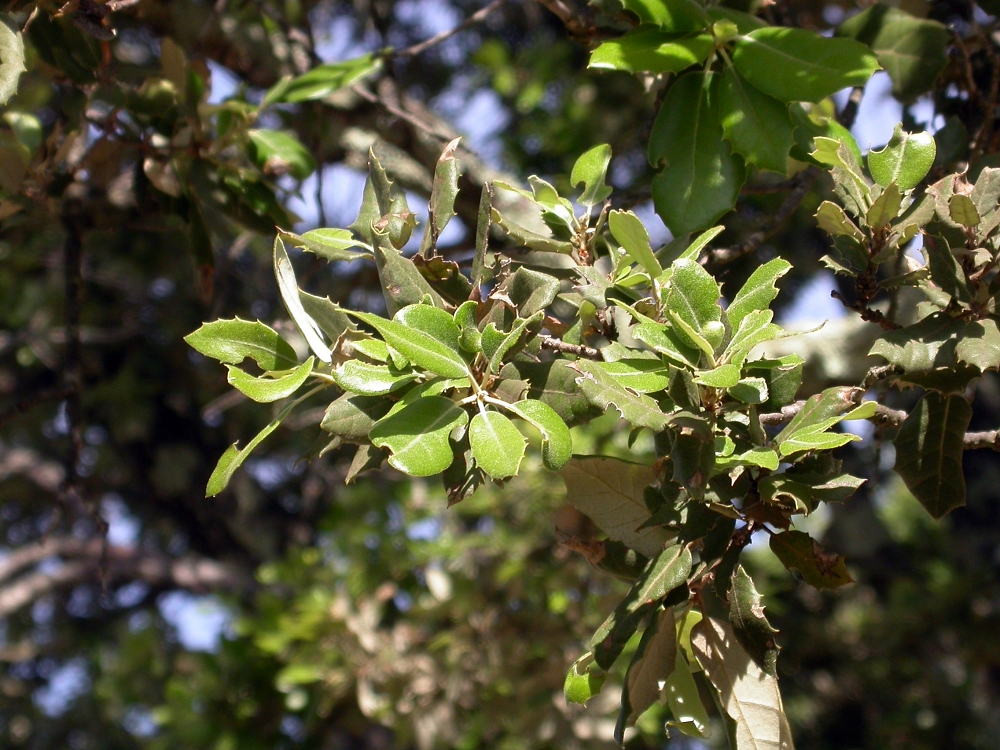
Chêne vert.

### Personnalités liées à la commune
- La famille de La Tour-Landry, puis Maillé de La Tour-Landry seigneurs de Bourmont pendant près de 150 ans.
- Marie Lardeux, née vers 1748, sage-femme de Freigné, décapitée à Avrillé en 1794, béatifiée en 1984 avec 98 autres « martyrs d'Avrillé. »
- Louis de Ghaisne, comte de Bourmont (1773-1846), maréchal de France, ministre de la Guerre (9 août 1829 - août 1830), commandant en chef l'armée d'expédition d'Afrique pour la prise d'Alger, le 5 juillet 1830.

## Héraldique
| Blason de Freigné | Blason  | Coupé: au 1er re-coupé en accolade la pointe en bas, au I d'azur à trois fleurs de lis d'or, 2 et 1, au II d'hermine, au 2e de sinople à la fasce cousue d'azur ployée abaissée à dextre et haussée voûtée à senestre [chargée de la devise de la commune de sable], accompagnée à dextre en chef d'un coq de sable et en pointe, à senestre d'une tour du même, ouverte et couverte d'argent et sommée d'une tourelle de sable, posée sur une burelle alésée à dextre échiquetée d'or et de sable, flanqué en pal arrondi vers la pointe d'or chargé à dextre d'une branche de frêne feuille de trois pièces au naturel et à senestre d'un épi de blé feuillé au naturel; au poignard versé d'argent, garni d'or brochant en pointe sur le tout. |
| Blason de Freigné | Détails | * Il y a là non-respect de la règle de contrariété des couleurs : ces armes sont fautives (azur et sable sur sinople). Le statut officiel du blason reste à déterminer. |